# ФК «Николаев» Николаевская область в сезоне 2012/2013
Данная статья посвящена выступлениям футбольного клуба «Николаев» в сезоне 2012/13 годов.

Муниципальный футбольный клуб «Николаев» (далее — МФК «Николаев») — украинский футбольный клуб из одноимённого города. Основан в 1920 году, под названием «Наваль».
Сезон 2012/13 годов стал для МФК «Николаев» 22-м в чемпионатах и 21-м в розыгрышах Кубка Украины. Это 13-й сезон команды в первой лиге, а также 92-й год со дня основания футбольного клуба.

## Клуб

### Руководящий состав
| Должность                                    | Имя                                   | Дата рождения      |
| До 13 октября 2012                           | До 13 октября 2012                    | До 13 октября 2012 |
| -------------------------------------------- | ------------------------------------- | ------------------ |
| Почётный президент                           | Владимир Чайка                        | 5 октября 1948     |
| Президент                                    | Анатолий Валеев                       | 25 апреля 1948     |
| Вице-президент                               | Николай Марченко                      | 21 июля 1944       |
| Вице-президент                               | Леонид Николаенко                     | 11 мая 1957        |
| Спортивный директор                          | вакантно                              |                    |
| Администратор                                | Андрей Токарский                      | 9 ноября 1968      |
| С 19 октября 2012 года по 23 марта 2013 года |                                       |                    |
| (и. о.) президента                           | Руслан Забранский                     | 10 марта 1971      |
| Вице-президент                               | вакантно                              |                    |
| Вице-президент                               | вакантно                              |                    |
| Спортивный директор                          | Сергей Куянов (с 1 декабря 2012 года) | 1 апреля 1958      |
| Администратор                                | Андрей Токарский                      | 9 ноября 1968      |
| С 23 марта 2013 года                         |                                       |                    |
| Президент                                    | Гурген Оронюк                         | 3 декабря 1972     |
| Вице-президент                               | Олег Киршов (с 26 апреля 2013 года)   | 2 июля 1960        |
| Вице-президент                               | Алексей Пелипас                       | 17 апреля 1970     |
| Спортивный директор                          | Виктор Козин (с 5 апреля 2013 года)   | 31 января 1966     |
| Администратор                                | Андрей Токарский                      | 9 ноября 1968      |

### Тренерский штаб
| Должность                                   | Имя                                         | Дата рождения                               |
| Кроме периода с 15 по 29 сентября 2012 года | Кроме периода с 15 по 29 сентября 2012 года | Кроме периода с 15 по 29 сентября 2012 года |
| ------------------------------------------- | ------------------------------------------- | ------------------------------------------- |
| Главный тренер                              | Руслан Забранский                           | 10 марта 1971                               |
| Тренер                                      | Владимир Пономаренко                        | 29 октября 1972                             |
| Тренер                                      | Сергей Бугай                                | 29 сентября 1972                            |
| Тренер                                      | Анатолий Ставка                             | 28 марта 1959                               |
| С 15 по 29 сентября 2012 года               |                                             |                                             |
| (и. о.) главного тренера                    | Владимир Пономаренко                        | 29 октября 1972                             |
| Тренер                                      | Сергей Бугай                                | 29 сентября 1972                            |
| Тренер                                      | Анатолий Ставка                             | 28 марта 1959                               |

|  |  |  |

### Форма
| Поставщик формы           | Поставщик формы | \| Основная \| Резервная \| Резервная \| Резервная \| | \| Основная \| Резервная \| Резервная \| Резервная \| | \| Основная \| Резервная \| Резервная \| Резервная \| | \| Основная \| Резервная \| Резервная \| Резервная \| | \| Основная \| Резервная \| Резервная \| Резервная \| |
| ------------------------- | --------------- | ----------------------------------------------------- | ----------------------------------------------------- | ----------------------------------------------------- | ----------------------------------------------------- | ----------------------------------------------------- |
| Umbro (1—3) Joma (4)      |                 | \| Основная \| Резервная \| Резервная \| Резервная \| | \| Основная \| Резервная \| Резервная \| Резервная \| | \| Основная \| Резервная \| Резервная \| Резервная \| | \| Основная \| Резервная \| Резервная \| Резервная \| | \| Основная \| Резервная \| Резервная \| Резервная \| |
| Матчи в форме по турнирам |                 |                                                       |                                                       |                                                       |                                                       |                                                       |
| Первая лига               | Первая лига     | 14 (+7=4−3)                                           | 14 (+7=4−3)                                           | 11 (+7=3−1)                                           | 1 (+0=0−1)                                            | 6 (+1=2−3)                                            |
| Кубок Украины             | Кубок Украины   | 1 (+0=0−1)                                            | 1 (+0=0−1)                                            | 0                                                     | 0                                                     | 0                                                     |
| Итого                     | Итого           | 15 (+7=4−4)                                           | 15 (+7=4−4)                                           | 11 (+7=3−1)                                           | 1 (+0=0−1)                                            | 6 (+1=2−3)                                            |
| Основная                  | Резервная       | Резервная                                             | Резервная                                             |                                                       |                                                       |                                                       |

## Трансферы
Информация касается трансферов перед началом (летнее трансферное окно, лето 2012 года), и в течение сезона (зимнее трансферное окно 2012/13 года)

### Пришли в клуб
| Дата            | Поз.         | Имя                 | Из клуба                    | Сумма           | Контракт   | *     |
| --------------- | ------------ | ------------------- | --------------------------- | --------------- | ---------- | ----- |
| 11 июля 2012    | защитник     | Игорь Крыжановский  | Гелиос (Харьков)            | свободный агент | постоянный | [ 5 ] |
| 11 июля 2012    | защитник     | Владимир Пидвирный  | Энергетик (Бурштын)         | свободный агент | постоянный | [ 5 ] |
| 11 июля 2012    | защитник     | Александр Литвяк    | Металлист-мол. (Харьков)    | свободный агент | постоянный | [ 5 ] |
| 11 июля 2012    | полузащитник | Игорь Черник        | Полтава                     | свободный агент | постоянный | [ 5 ] |
| 11 июля 2012    | защитник     | Валерий Каика       | воспитанник СДЮШОР Николаев | свободный агент | постоянный | [ 5 ] |
| 11 июля 2012    | вратарь      | Валерий Восконян    | воспитанник СДЮШОР Николаев | свободный агент | постоянный | [ 5 ] |
| 11 июля 2012    | полузащитник | Арсений Янченко     | воспитанник СДЮШОР Николаев | свободный агент | постоянный | [ 5 ] |
| 11 июля 2012    | полузащитник | Роман Попов         | воспитанник СДЮШОР Николаев | свободный агент | постоянный | [ 5 ] |
| 11 июля 2012    | нападающий   | Владислав Котов     | воспитанник СДЮШОР Николаев | свободный агент | постоянный | [ 5 ] |
| 11 июля 2012    | нападающий   | Евгений Гагулин     | воспитанник СДЮШОР Николаев | свободный агент | постоянный | [ 5 ] |
| 12 июля 2012    | защитник     | Ника Русия          | Харьков                     | свободный агент | постоянный | [ 3 ] |
| 28 июля 2012    | нападающий   | Матвей Бобаль       | Дачия (Кишинёв)             | не разглашается | → аренда   | [ 6 ] |
| 18 августа 2012 | полузащитник | Олег Леонидов       | Нефтяник-Укрнафта (Ахтырка) | свободный агент | постоянный | [ 7 ] |
| 4 сентября 2012 | защитник     | Александр Тарасенко | Бухара                      | свободный агент | постоянный | [ 8 ] |
| 18 мартя 2013   | вратарь      | Андрей Товт         | Оболонь (Киев)              | свободный агент | постоянный | [ 4 ] |
| 18 мартя 2013   | полузащитник | Сергей Кучеренко    | Оболонь (Киев)              | свободный агент | постоянный | [ 4 ] |
| 18 мартя 2013   | защитник     | Игорь Луценко       | Крымтеплица (Молодёжное)    | свободный агент | постоянный | [ 4 ] |
| 18 мартя 2013   | полузащитник | Николай Гибалюк     | Говерла (Ужгород)           | свободный агент | постоянный | [ 4 ] |
| 18 мартя 2013   | полузащитник | Артём Бессалов      | Полтава                     | свободный агент | постоянный | [ 4 ] |
| 18 мартя 2013   | полузащитник | Юрий Булычёв        | Полтава-2-Карловка          | свободный агент | постоянный | [ 4 ] |
| 18 мартя 2013   | полузащитник | Дмитрий Владов      | СКА Одесса                  | свободный агент | постоянный | [ 4 ] |
| 18 мартя 2013   | полузащитник | Виталий Михайленко  | воспитанник ДЮСШ Бердичев   | свободный агент | постоянный | [ 4 ] |
| 18 мартя 2013   | нападающий   | Дмитрий Витер       | Говерла (Ужгород)           | свободный агент | постоянный | [ 4 ] |
| 18 мартя 2013   | нападающий   | Александр Каблаш    | Одесса                      | свободный агент | постоянный | [ 4 ] |
| 18 мартя 2013   | защитник     | Александр Лебединец | Арсенал (Белая Церковь)     | свободный агент | постоянный | [ 9 ] |
| 19 мартя 2013   | полузащитник | Игорь Тистык        | Гелиос (Харьков)            | свободный агент | постоянный | [ 4 ] |

|  |  |  |  |

### Ушли из клуба
| Дата            | Поз.         | Имя                | В клуб                  | Сумма           | Контракт   | *      |
| --------------- | ------------ | ------------------ | ----------------------- | --------------- | ---------- | ------ |
| 3 июня 2012     | защитник     | Владимир Олефир    | Звезда (Кировоград)     | свободный агент | постоянный | [ 10 ] |
| 3 июня 2012     | полузащитник | Евгений Лисицын    | Гелиос (Харьков)        | свободный агент | постоянный | [ 10 ] |
| 3 июня 2012     | нападающий   | Дмитрий Бровкин    | Десна (Чернигов)        | свободный агент | постоянный | [ 10 ] |
| 1 августа 2012  | нападающий   | Алексей Родевич    | Карпаты (Коломыя)       | свободный агент | постоянный | [ 11 ] |
| 20 октября 2012 | защитник     | Игорь Крыжановский | Олимпик (Донецк)        | свободный агент | постоянный | [ 12 ] |
| 20 октября 2012 | защитник     | Владимир Пидвирный | Сталь (Днепродзержинск) | свободный агент | постоянный | [ 12 ] |
| 9 января 2013   | вратарь      | Олег Чуваев        | Севастополь             | свободный агент | постоянный | [ 13 ] |
| 18 января 2013  | защитник     | Олег Давыдов       | Сумы                    | свободный агент | постоянный | [ 14 ] |
| 4 февраля 2013  | полузащитник | Игорь Семенина     | Олимпик (Донецк)        | свободный агент | постоянный | [ 15 ] |
| 6 марта 2013    | полузащитник | Игорь Черник       | Горняк (Кривой Рог)     | свободный агент | постоянный | [ 16 ] |
| 12 апреля 2013  | нападающий   | Матвей Бобаль      | Дачия → Жемчужина       | свободный агент | → в/а      | [ 17 ] |
| 3 мая 2013      | защитник     | Сергей Зелди       |                         | свободный агент |            | [ 18 ] |
| 3 мая 2013      | защитник     | Валерий Каика      | Колос (Хлебодаровка)    | свободный агент | постоянный | [ 18 ] |
| 3 мая 2013      | защитник     | Александр Литвяк   |                         | свободный агент |            | [ 18 ] |

## Хронология сезона

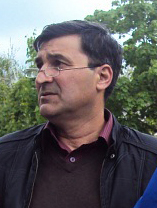
Леонид Николаенко — последний главный тренер команды при презеденстве Валеева

- 16 июня 2012 г. В МФК «Николаев» в качестве помощника и консультанта главного тренера был приглашён Сергей Куянов[19].
- 18 июня 2012 г. МФК «Николаев» провёл первую тренировку накануне нового футбольного сезона[20].
- 18 июня 2012 г. МФК «Николаев» провёл первый контрольный матч. В Запорожье «корабелы» проиграли клубу премьер-лиги «Металлургу» со счетом 1:2[21].
- 5 июля 2012 г. МФК «Николаев» получил аттестат на право участия в Всеукраинских соревнованиях по футболу среди профессиональных команд первой лиги сезона 2012/13[22].
- 8 июля 2012 г. Двумя контрольными матчами против херсонского «Кристалла» МФК «Николаев» завершил подготовку к новому сезону[10].
- 9 июля 2012 г. МФК «Николаев» огласил заявку на сезон 2012/13[23].
- 14 июля 2012 г. Домашним поражением 0:2 от харьковского «Гелиоса» МФК «Николаев» стартовал в чемпионате Украины[24].
- 21 июля 2012 г. Александр Лищук стал автором первого забитого «корабелами» мяча в сезоне. Он отличился на 47 минуте матча второго тура против «Крымтеплицы»[25].
- 4 августа 2012 г. В четвёртом туре МФК «Николаев» завоевал первую победу в чемпионате Украины сезона 2013/14, обыграв в домашнем матче «Александрию» 1:0[26].
- 22 августа 2012 г. МФК «Николаев» провёл единственный матч в сезоне в рамках розыгрыша Кубка Украины. Игра завершилась гостевым поражением 1:2 от кременчугского «Кремня». Николаевцы выбыли из Кубка на втором предварительном этапе[27].
- 23 августа 2012 г. Профессиональная футбольная лига сняла с МФК «Николаев» три очка за неуплату в полном объёме первой части заявочного взноса для участия в чемпионате Украины 2012/13 годов[28].
- 15 сентября 2012 г. Главный тренер МФК «Николаев» Руслан Забранский объявил о решении уйти в отставку[29].
- 17 сентября 2012 г. Президент клуба Анатолий Валеев в интервью пресс-службе МФК «Николаев» сообщил, что отставка Забранского принята не будет[30]. В тот же день в выездном матче против «Полтавы» вкачестве исполняющего обязанности главного тренера действиями команды руководил Владимир Пономаренко[31]. Дебют Пономаренко оказался неудачным — николаевцы уступили со счётом 0:5[31].
- 29 сентября 2012 г. За 15 минут до начала матча МФК «Николаев» — «Оболонь» в раздевалке «корабелов» побывал председатель Николаевского областного совета Игорь Дятлов, который заверил тренеров и футболистов, что все проблемы клуба остались в прошлом. В течение ближайшего времени его возглавит новый президент, будут ликвидированы долги перед ПФЛ Украины, тренерами, игроками, другими работниками. Также по просьбе Дятлова к выполнению своих обязанностей вернулся Руслан Забранский[32].
- 30 сентября 2012 г. Действующее руководство МФК «Николаев» прекратило финансирование команды. Николаевский клуб стал функционировать за счёт личных средств главного тренера Руслана Забранского[33].
- 12 октября 2012 г. Президент МФК «Николаев» Анатолий Валеев предложил главному тренеру команды Руслану Забранскому и всему тренерскому штабу МФК «Николаев» написать заявление об уходе в отпуск за свой счёт. На вечерней тренировке команде был представлен новый исполняющий обязанности главного тренера — Леонид Николаенко[34].
- 13 октября 2012 г. Анатолий Валеев сложил с себя полномочия президента МФК «Николаев»[35]. Владимир Чайка ушёл с поста Почётного президента клуба[36] и начал переговоря по передаче команды Игорю Дятлову. Руслан Забранский вернулся на тренерский мостик «корабелов»[37].
- 19 октября 2012 г. Состоялась пресс-конференция с участием главы Николаевского областного совета Игоря Дятлова, городского головы Владимира Чайки и главного тренера МФК «Николаев» Руслана Забранского. Участники проинформировали журналистов, что обязанности президента футбольного клуба до формирования нового правления будет исполнять Руслан Забранский[38].
- 17 ноября 2012 г. Игроки МФК «Николаев» не вышли на домашний матч против «Севастополя»[39] из-за того, что процесс передачи футбольного клуба новым владельцам затянулся[40], и долги футболистам по зарплате и премиальным не были погашены[41].
- 21 ноября 2012 г. Исполняющий обязанности президента и главный тренер МФК «Николаев» Руслан Забранский получил от прежнего руководства всю документацию футбольного клуба[42].
- 24 ноября 2012 г. МФК «Николаев» провёл последний официальный матч в 2012 году. В выездном матче 21-го тура в Николаеве сыграл в ничью 1:1 с «Александрией»[43].
- 1 декабря 2012 г. Сергей Куянов назначен спортивным директором МФК «Николаев»[19].
- 15 января 2013 г. МФК «Николаев» начал подготовку к весенней части чемпионата Украины[44].
- 8 февраля 2013 г. МФК «Николаев» провёл первый контрольный матч в 2013 году. В Николаеве «корабелы» выиграли у клуба второй лиги новокаховской «Энергии» со счетом 2:0[45].
- 15 февраля 2013 г. МФК «Николаев» отправился на тренировочный сбор в Закарпатье[46].
- 28 февраля 2013 г. МФК «Николаев» завершил тренировочный сбор в Закарпатье[47].
- 2 марта 2013 г. Умер бывший почётный президент МФК «Николаев» николаевский городской голова Владимир Чайка[48].
- 5 марта 2013 г. МФК «Николаев» отправился на тренировочный сбор в Крым[49].
- 17 марта 2013 г. МФК «Николаев» завершил тренировочный сбор в Крыму[50].
- 18 марта 2013 г. МФК «Николаев» огласил заявку на второй круг сезона 2012/13[51].
- 23 марта 2013 г. Состоялась пресс-конференция с участием президента Профессиональной футбольной лиги Милетия Бальчоса, главного тренера МФК «Николаев» Руслана Забранского и Гургена Оронюка. Участники проинформировали журналистов, что Гурген Оронюк назначен президентом футбольного клуба[52]. Вице-президентом МФК «Николаев» стал Алексей Пелипас[53].
- 25 марта 2013 г. Сергей Куянов уволен с должности спортивного директора МФК «Николаев»[19].
- 5 апреля 2013 г. Виктор Козин был назначен спортивным директором МФК «Николаев»[54].
- 6 апреля 2013 г. МФК «Николаев» сыграл первый матч в весенней части чемпионата. В домашнем матче со счётом 1:0 был обыгран ПФК «Сумы»[55].
- 26 апреля 2013 г. Олег Киршов был назначен вице-президентом МФК «Николаев»[56].
- 9 мая 2013 г. В Николаеве на Центральном городском стадионе состоялся товарищеский матч между ветеранами команд «Судостроитель» (Николаев) и «Динамо» (Киев). Игра завершилась со счётом 5:5[57].
- 7 июня 2013 г. Домашней победой 8:0 пад белоцерковским «Арсеналом» МФК «Николаев» завершил сезон. Команда заняла итоговое 6 место в первой лиге[58].

### Статистика игроков

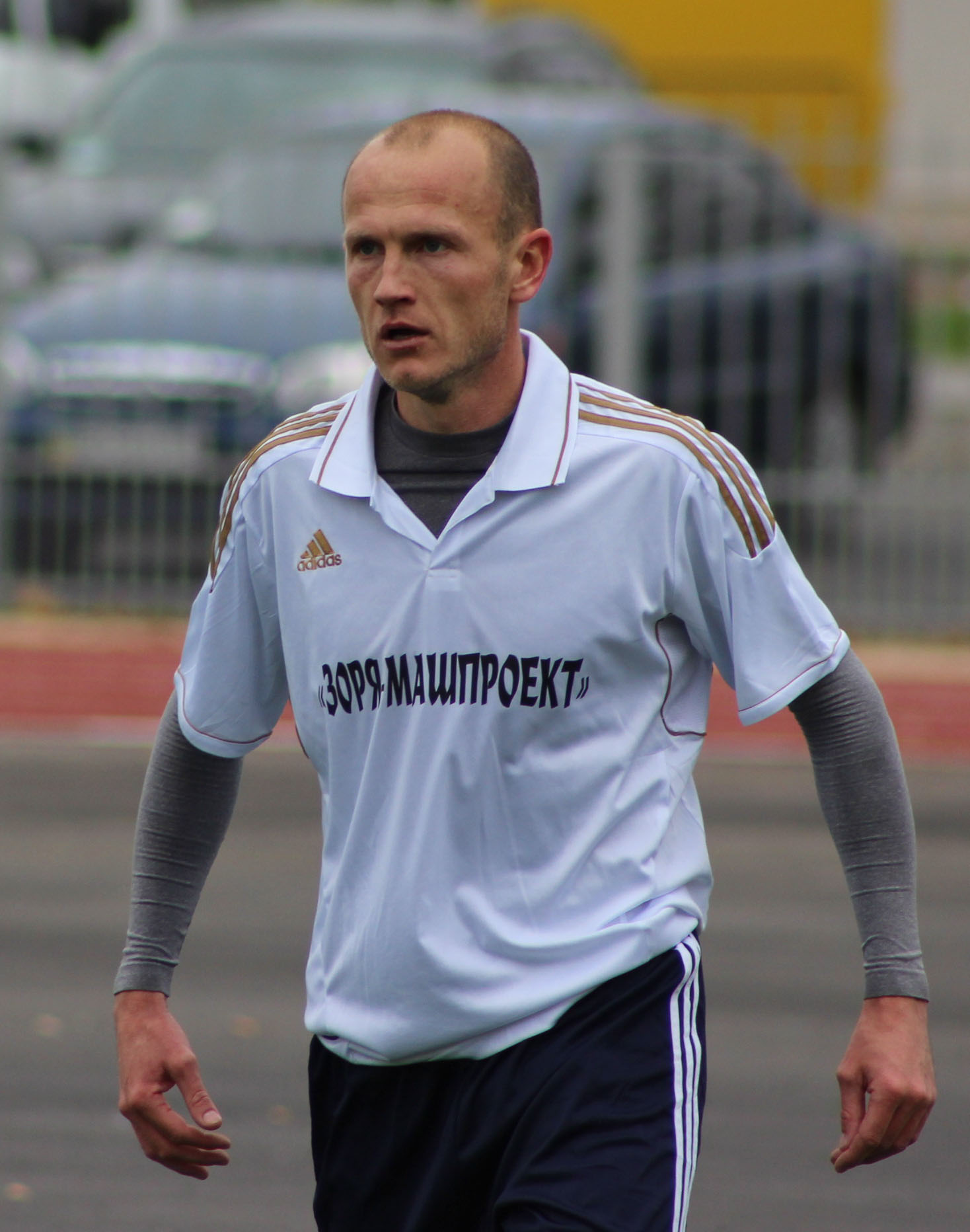
Станислав Гудзикевич — основной капитан МФК «Николаев» в сезоне 2012/13 годов

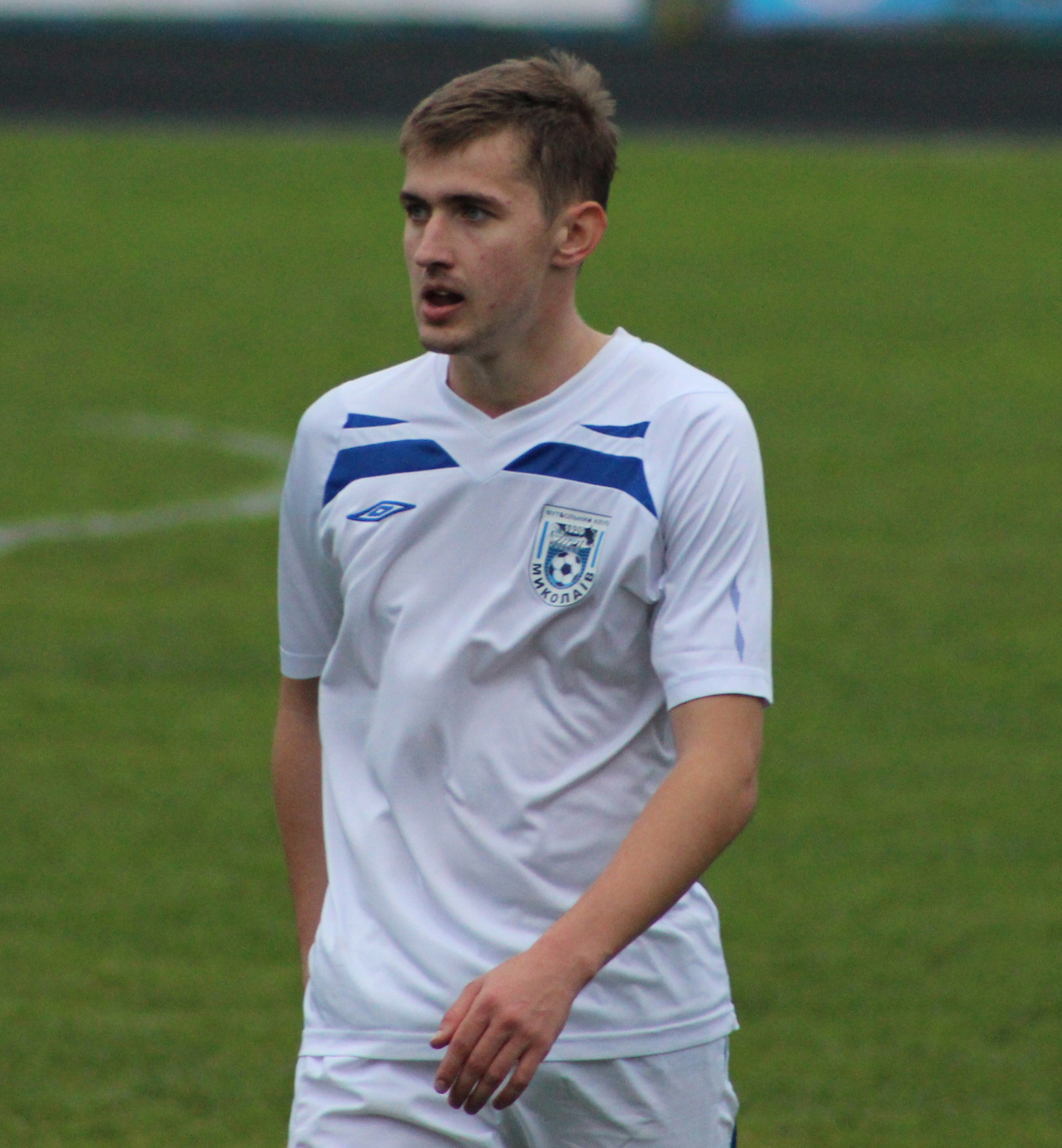
Виктор Берко — лучший бомбардир МФК «Николаев» в сезоне 2012/13 годов

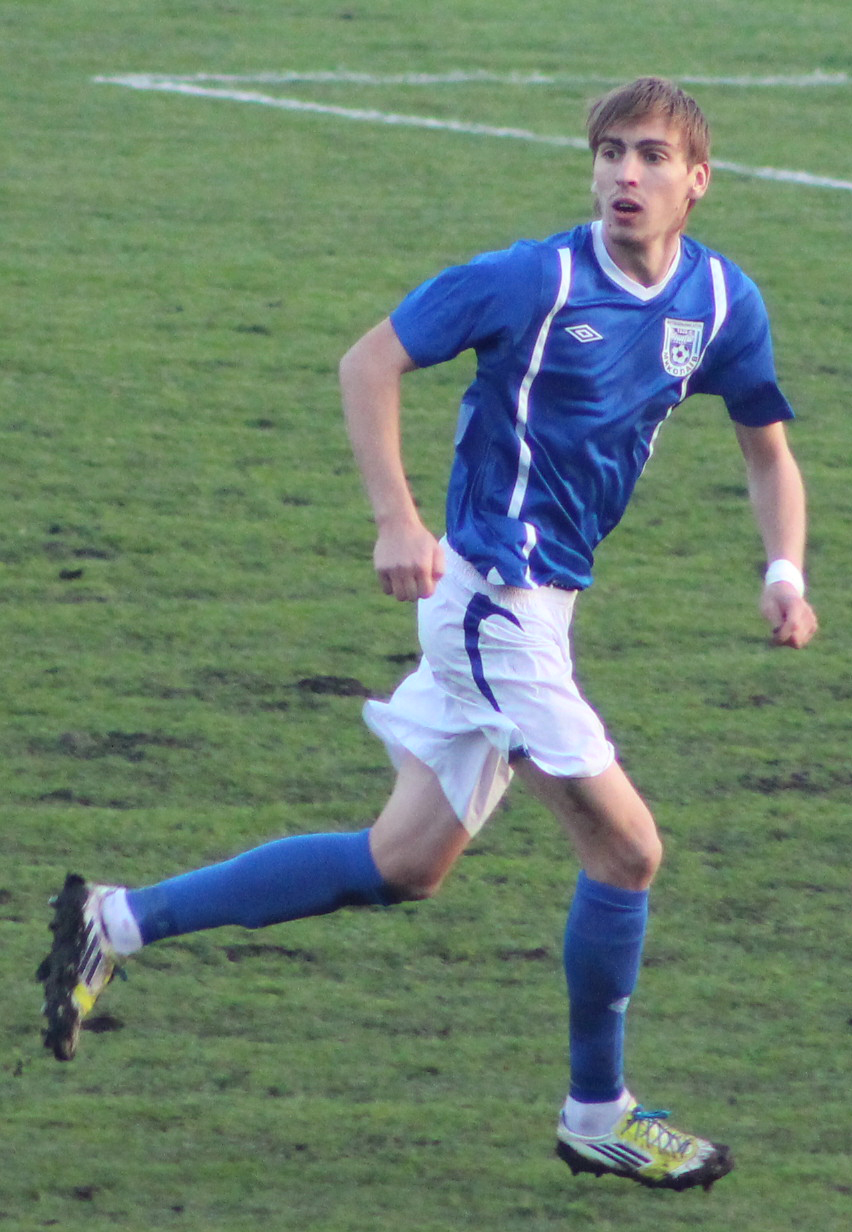
Станислав Чучман — футболист МФК «Николаев» с худшей дисциплиной в сезоне 2012/13 годов

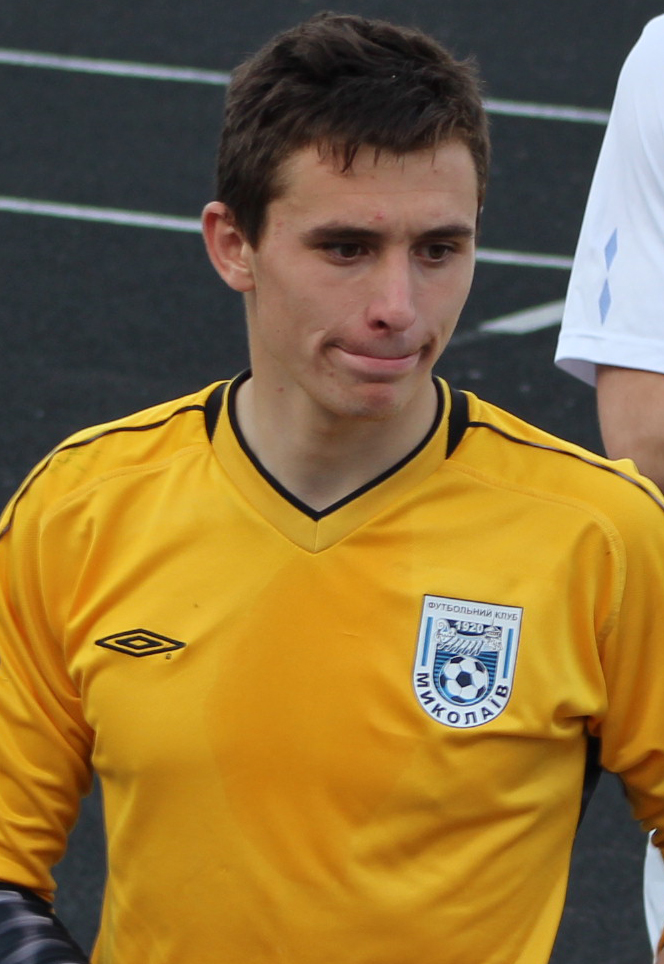
Валерий Восконян — голкипер МФК «Николаев» сыгравший в сезоне 2012/13 годов один матч

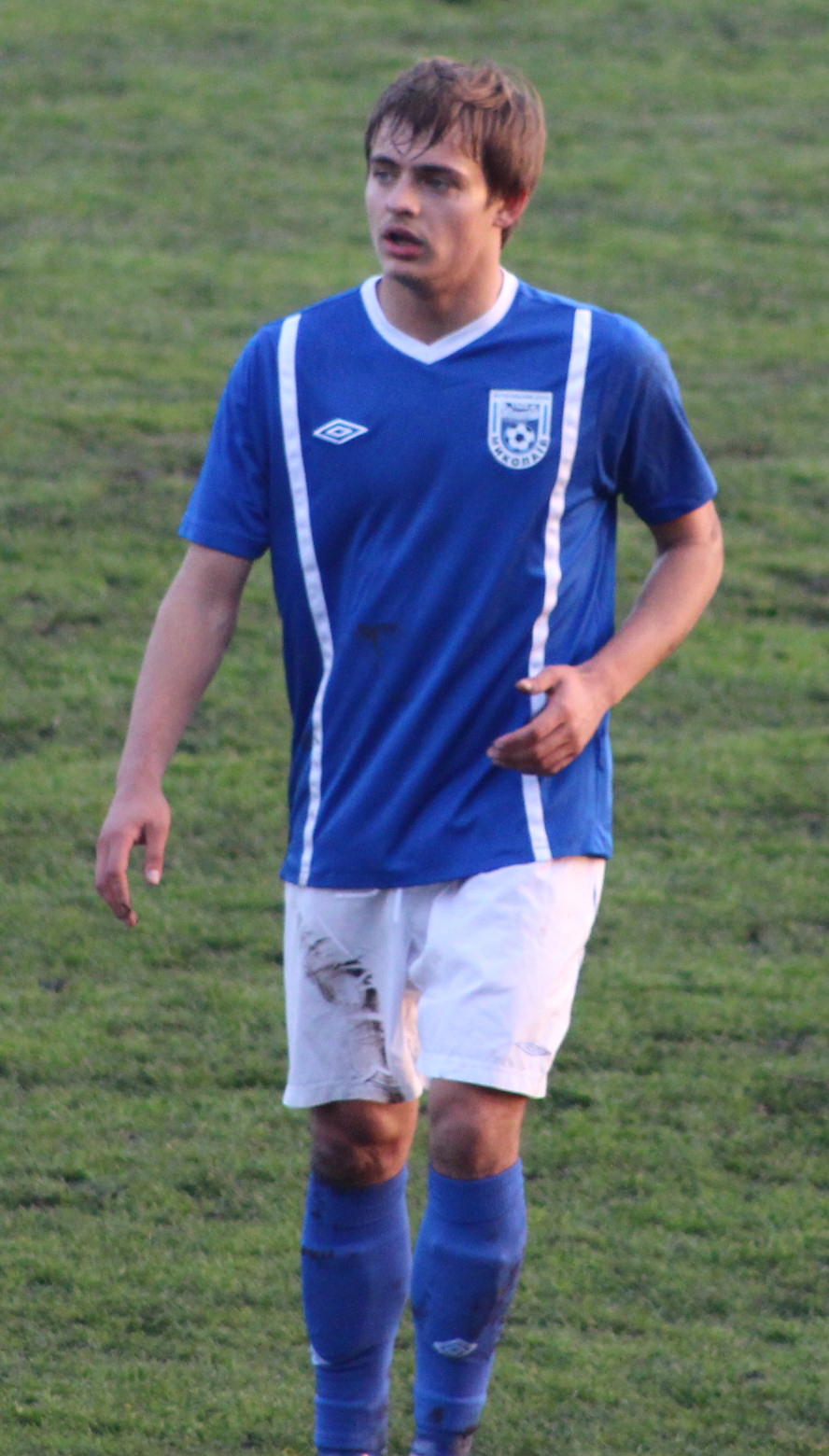
Артём Чорний — № 1 на позиции центральный полузащитник в сборной сезона 2012/13 годов первой лиги по версии Football.ua

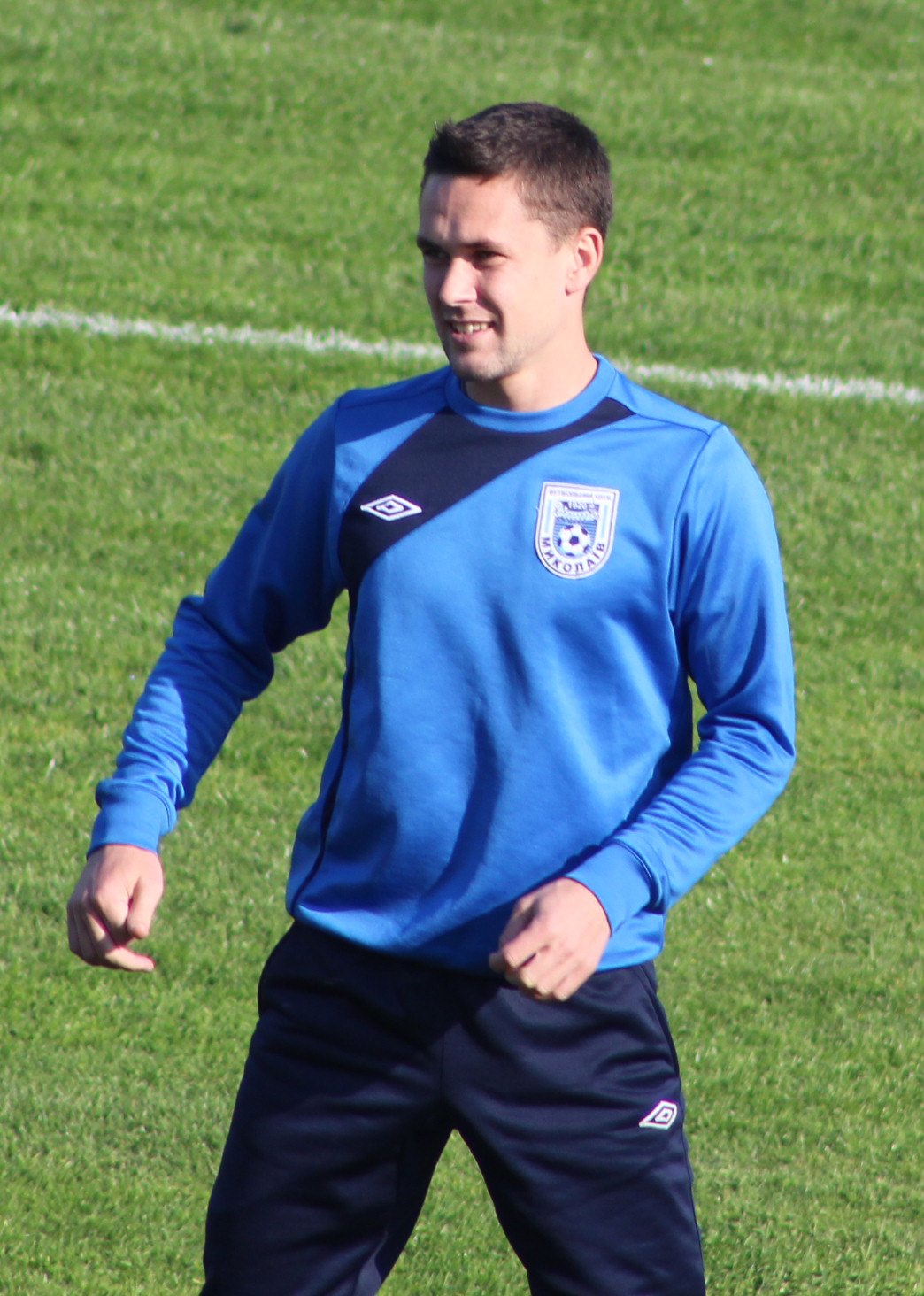
Антон Голенков — лучший игрок МФК «Николаев» в сезоне 2012/13 годов по версии газеты «Николаевские новости»

## Статистика сезона

### Статистика команды[59]
| Сыграно матчей  | 35 (34 чемпионат Украины (из них 2 технических), 1 Кубок Украины)                |
| Победы          | 16 (16 чемпионат Украины)                                                        |
| Ничьи           | 9 (9 чемпионат Украины)                                                          |
| Поражения       | 10 (9 чемпионат Украины, 1 Кубок Украины)                                        |
| Забито мячей    | 46 (45 чемпионат Украины, 1 Кубок Украины)                                       |
| Пропущено мячей | 40 (38 чемпионат Украины, 2 Кубок Украины)                                       |
| Разница мячей   | −6                                                                               |
| Предупреждения  | 71 (68 чемпионат Украины, 3 Кубок Украины)                                       |
| Удаления        | 6                                                                                |
| Лучший счёт     | 8:0                                                                              |
| Худший счёт     | 0:5                                                                              |
| Очки            | Всего: 54/105 (51 %), Чемпионат Украины: 54/102 (53 %), Кубок Украины: 0/3 (0 %) |

### Статистика тренеров[59]
| 1 | Руслан Забранский    | 34 матча (+16=9−9)                                             |
| 2 | Владимир Пономаренко | 1 матч (+0=0−1), последний матч — 0:5 в гостях от ФК «Полтава» |

### Статистика игроков[59]
| Сухие матчи             | Олег Чуваев — 7 (7 чемпионат, 0 Кубок Украины) Андрей Товт — 6 (6 чемпионат, 0 Кубок Украины) Валерий Восконян — 1 (1 чемпионат, 0 Кубок Украины) Богдан Васильев — 0 (0 чемпионат, 0 Кубок Украины) |
| Наибольшее число матчей | Виктор Берко — 31 (30 чемпионат, 1 Кубок Украины) |
| Лучший бомбардир        | Виктор Берко (6 голов) |
| Худшая дисциплина       | Станислав Чучман (2 7 ) |

#### Капитаны команды
| Игрок                | Чемпионат | Чемпионат | Чемпионат | Кубок Украины | Кубок Украины | Кубок Украины | Итого | Итого   | Итого     |
| Игрок                | Игры      | Капитан   | в среднем | Игры          | Капитан       | в среднем     | Игры  | Капитан | в среднем |
| -------------------- | --------- | --------- | --------- | ------------- | ------------- | ------------- | ----- | ------- | --------- |
| Станислав Гудзикевич | 25        | 12        | 0,48      | 1             | 1             | 1,0           | 26    | 13      | 0,5       |
| Олег Давыдов         | 17        | 10        | 0,59      | —             | —             | —             | 17    | 10      | 0,59      |
| Александр Тарасенко  | 19        | 3         | 0,16      | —             | —             | —             | 19    | 3       | 0,16      |
| Андрей Товт          | 12        | 7         | 0,58      | —             | —             | —             | 12    | 7       | 0,58      |

  — основной капитан в текущем составе МФК «Николаев»

#### Бомбардиры команды[60]
| Игрок                | Чемпионат | Чемпионат   | Чемпионат | Кубок Украины | Кубок Украины | Кубок Украины | Итого | Итого       | Итого     |
| Игрок                | Игры      | Голы (пен.) | в среднем | Игры          | Голы (пен.)   | в среднем     | Игры  | Голы (пен.) | в среднем |
| -------------------- | --------- | ----------- | --------- | ------------- | ------------- | ------------- | ----- | ----------- | --------- |
| Виктор Берко         | 30        | 6           | 0,2       | 1             | 0             | 0             | 31    | 6           | 0,19      |
| Сергей Кучеренко     | 12        | 5 (2)       | 0,42      | 0             | 0             | 0             | 12    | 5 (2)       | 0,42      |
| Александр Лищук      | 17        | 5           | 0,29      | 0             | 0             | 0             | 17    | 5           | 0,29      |
| Александр Каблаш     | 12        | 4           | 0,33      | 0             | 0             | 0             | 12    | 4           | 0,33      |
| Матвей Бобаль        | 17        | 4 (1)       | 0,24      | 0             | 0             | 0             | 17    | 4 (1)       | 0,24      |
| Антон Голенков       | 29        | 4           | 0,14      | 0             | 0             | 0             | 29    | 4           | 0,14      |
| Андрей Ковалёв       | 29        | 4           | 0,14      | 0             | 0             | 0             | 29    | 4           | 0,14      |
| Игорь Семенина       | 19        | 3           | 0,16      | 0             | 0             | 0             | 19    | 3           | 0,16      |
| Станислав Гудзикевич | 25        | 2 (1)       | 0,08      | 1             | 1 (1)         | 1,0           | 26    | 3 (2)       | 0,12      |
| Артём Чорний         | 29        | 3           | 0,1       | 0             | 0             | 0             | 29    | 3           | 0,1       |
| Станислав Чучман     | 22        | 2           | 0,09      | 1             | 0             | 0             | 23    | 2           | 0,09      |
| Олег Давыдов         | 17        | 1           | 0,06      | 0             | 0             | 0             | 17    | 1           | 0,06      |
| Дмитрий Волков       | 20        | 1           | 0,05      | 0             | 0             | 0             | 20    | 1           | 0,05      |
| Александр Тарасенко  | 19        | 1           | 0,05      | 0             | 0             | 0             | 19    | 1           | 0,05      |

  - лучший бомбардир команды по сумме всех турниров

#### Матчи, голы, наказания
| №  | Поз. | Имя                  | Чемпионат | Чемпионат | Чемпионат | Чемпионат    | Чемпионат | Кубок Украины | Кубок Украины | Кубок Украины | Кубок Украины | Кубок Украины | Итого | Итого | Итого   | Итого        | Итого    |
| №  | Поз. | Имя                  | Игры      | Голы      | капитан   | Предупреждён | Red card  | Игры          | Голы          | капитан       | Предупреждён  | Red card      | Игры  | Голы  | капитан | Предупреждён | Red card |
| -- | ---- | -------------------- | --------- | --------- | --------- | ------------ | --------- | ------------- | ------------- | ------------- | ------------- | ------------- | ----- | ----- | ------- | ------------ | -------- |
| 19 | Нап  | Виктор Берко         | 30        | 6         | 0         | 2            | 0         | 1             | 0             | 0             | 0             | 0             | 31    | 6     | 0       | 2            | 0        |
| 22 | ПЗ   | Антон Голенков       | 29        | 4         | 0         | 7            | 0         | 0             | 0             | 0             | 0             | 0             | 29    | 4     | 0       | 7            | 0        |
| 23 | ПЗ   | Андрей Ковалёв       | 29        | 4         | 0         | 6            | 0         | 0             | 0             | 0             | 0             | 0             | 29    | 4     | 0       | 6            | 0        |
| 13 | ПЗ   | Артём Чорний         | 29        | 3         | 0         | 5            | 1         | 0             | 0             | 0             | 0             | 0             | 29    | 3     | 0       | 5            | 1        |
| 7  | ПЗ   | Станислав Гудзикевич | 25        | 2 (1)     | 12        | 3            | 1         | 1             | 1 (1)         | 1             | 0             | 0             | 26    | 3 (2) | 13      | 3            | 1        |
| 17 | ПЗ   | Станислав Чучман     | 22        | 2         | 0         | 8            | 2         | 1             | 0             | 0             | 1             | 0             | 23    | 2     | 0       | 9            | 2        |
| 21 | Вр   | Олег Чуваев          | 20        | −24       | 0         | 1            | 0         | 0             | 0             | 0             | 0             | 0             | 20    | −24   | 0       | 1            | 0        |
| 5  | Защ  | Дмитрий Волков       | 20        | 1         | 0         | 5            | 0         | 0             | 0             | 0             | 0             | 0             | 20    | 1     | 0       | 5            | 0        |
| 9  | Нап  | Игорь Семенина       | 19        | 3         | 0         | 0            | 0         | 0             | 0             | 0             | 0             | 0             | 19    | 3     | 0       | 0            | 0        |
| 10 | Защ  | Александр Тарасенко  | 19        | 1         | 3         | 4            | 0         | 0             | 0             | 0             | 0             | 0             | 19    | 1     | 3       | 4            | 0        |
| 27 | ПЗ   | Александр Лищук      | 17        | 5         | 0         | 1            | 0         | 0             | 0             | 0             | 0             | 0             | 17    | 5     | 0       | 1            | 0        |
| 29 | Нап  | Матвей Бобаль        | 17        | 4 (1)     | 0         | 3            | 0         | 0             | 0             | 0             | 0             | 0             | 17    | 4 (1) | 0       | 3            | 0        |
| 15 | Защ  | Олег Давыдов         | 17        | 1         | 10        | 3            | 1         | 0             | 0             | 0             | 0             | 0             | 17    | 1     | 10      | 3            | 1        |
| 3  | Защ  | Олег Леонидов        | 16        | 0         | 0         | 2            | 0         | 1             | 0             | 0             | 0             | 0             | 17    | 0     | 0       | 2            | 0        |
| 2  | ПЗ   | Сергей Зелди         | 15        | 0         | 0         | 5            | 0         | 1             | 0             | 0             | 0             | 0             | 16    | 0     | 0       | 5            | 0        |
| 14 | ПЗ   | Игорь Черник         | 13        | 0         | 0         | 2            | 1         | 1             | 0             | 0             | 0             | 0             | 14    | 0     | 0       | 2            | 1        |
| 10 | ПЗ   | Сергей Кучеренко     | 12        | 5 (2)     | 0         | 2            | 0         | 0             | 0             | 0             | 0             | 0             | 12    | 5 (2) | 0       | 2            | 0        |
| 33 | Вр   | Андрей Товт          | 12        | −14       | 7         | 0            | 0         | 0             | 0             | 0             | 0             | 0             | 12    | −14   | 7       | 0            | 0        |
| 7  | Нап  | Александр Каблаш     | 12        | 4         | 0         | 1            | 0         | 0             | 0             | 0             | 0             | 0             | 12    | 4     | 0       | 1            | 0        |
| 14 | Защ  | Игорь Луценко        | 11        | 0         | 0         | 3            | 0         | 0             | 0             | 0             | 0             | 0             | 11    | 0     | 0       | 3            | 0        |
| 27 | Защ  | Юрий Булычёв         | 11        | 0         | 0         | 1            | 0         | 0             | 0             | 0             | 0             | 0             | 11    | 0     | 0       | 1            | 0        |
| 8  | ПЗ   | Артём Бессалов       | 11        | 0         | 0         | 0            | 0         | 0             | 0             | 0             | 0             | 0             | 11    | 0     | 0       | 0            | 0        |
| 8  | ПЗ   | Константин Чаус      | 10        | 0         | 0         | 2            | 0         | 0             | 0             | 0             | 0             | 0             | 10    | 0     | 0       | 2            | 0        |
| 6  | Защ  | Игорь Тистык         | 9         | 0         | 0         | 1            | 0         | 0             | 0             | 0             | 0             | 0             | 9     | 0     | 0       | 1            | 0        |
| 15 | ПЗ   | Дмитрий Владов       | 8         | 0         | 0         | 2            | 0         | 0             | 0             | 0             | 0             | 0             | 8     | 0     | 0       | 2            | 0        |
| 26 | Защ  | Николай Гибалюк      | 7         | 0         | 0         | 1            | 0         | 0             | 0             | 0             | 0             | 0             | 7     | 0     | 0       | 1            | 0        |
| 20 | Нап  | Евгений Гагулин      | 6         | 0         | 0         | 0            | 0         | 1             | 0             | 0             | 0             | 0             | 7     | 0     | 0       | 0            | 0        |
| 4  | Защ  | Александр Литвяк     | 4         | 0         | 0         | 0            | 0         | 1             | 0             | 0             | 0             | 0             | 5     | 0     | 0       | 0            | 0        |
| 25 | Защ  | Владимир Пидвирный   | 3         | 0         | 0         | 1            | 0         | 1             | 0             | 0             | 1             | 0             | 4     | 0     | 0       | 2            | 0        |
| 24 | ПЗ   | Арсений Янченко      | 3         | 0         | 0         | 0            | 0         | 1             | 0             | 0             | 0             | 0             | 4     | 0     | 0       | 0            | 0        |
| 26 | Защ  | Валерий Каика        | 3         | 0         | 0         | 0            | 0         | 0             | 0             | 0             | 0             | 0             | 3     | 0     | 0       | 0            | 0        |
| 18 | Нап  | Игорь Крыжановский   | 2         | 0         | 0         | 0            | 0         | 1             | 0             | 0             | 0             | 0             | 3     | 0     | 0       | 0            | 0        |
| 11 | Нап  | Владислав Котов      | 1         | 0         | 0         | 0            | 0         | 1             | 0             | 0             | 0             | 0             | 2     | 0     | 0       | 0            | 0        |
| 77 | Вр   | Валерий Восконян     | 1         | 0         | 0         | 0            | 0         | 0             | 0             | 0             | 0             | 0             | 1     | 0     | 0       | 0            | 0        |
| 1  | Вр   | Богдан Васильев      | 0         | 0         | 0         | 0            | 0         | 1             | −2            | 0             | 0             | 0             | 1     | −2    | 0       | 0            | 0        |
| 16 | Нап  | Роман Попов          | 0         | 0         | 0         | 0            | 0         | 1             | 0             | 0             | 1             | 0             | 1     | 0     | 0       | 1            | 0        |
| 10 | Нап  | Алексей Родевич      | 0         | 0         | 0         | 0            | 0         | 0             | 0             | 0             | 0             | 0             | 0     | 0     | 0       | 0            | 0        |
| 6  | Защ  | Ника Русия           | 0         | 0         | 0         | 0            | 0         | 0             | 0             | 0             | 0             | 0             | 0     | 0     | 0       | 0            | 0        |

#### Лауреаты сезона
В сборную сезона первой лиги по версии Football.ua включались:
- Олег Чуваев — № 1 на позиции вратарь[61]
- Артём Чорний — № 1 на позиции центральный полузащитник[61]
- Антон Голенков — № 3 на позиции правый полузащитник[61]

В молодёжную (до 21 года) сборную сезона первой лиги по версии Football.ua включались:
- Виктор Берко — № 1 на позиции нападающий[62]

Лучший игрок сезона по версии газеты «Николаевские новости»:
- Антон Голенков[63]

### Зрительская статистика
| Чемпионат Украины (34 игры, из них 2 технических) |                                                 |                                               |         |
| кол-во зрителей                                   | дома (16 игр)                                   | выезд (16 игр)                                | итого   |
| максимальное                                      | 12 000 против «Динамо-2» (Киев), 26 мая 2013    | 10 550 против ПФК «Сумы», 26 августа 2012     | итого   |
| минимальное                                       | 1 050 против «Оболонь» (Киев), 29 сентября 2012 | 250 против «Динамо-2» (Киев), 10 октября 2012 | итого   |
| среднее                                           | 4 226                                           | 2 049                                         | 3 137   |
| сумма                                             | 67 620                                          | 32 776                                        | 100 396 |

| Кубок Украины (1 игра) |              |                                                     |       |
| кол-во зрителей        | дома (0 игр) | выезд (1 игра)                                      | итого |
| максимальное           | —            | 1 500 против «Кремень» (Кременчуг), 22 августа 2012 | итого |
| минимальное            | —            | 1 500 против «Кремень» (Кременчуг), 22 августа 2012 | итого |
| среднее                | 0            | 1 500                                               | 1 500 |
| сумма                  | 0            | 1 500                                               | 1 500 |

| Все офиц. матчи сезона (35 игр, из них 2 технических) |                                                 |                                               |         |
| кол-во зрителей                                       | дома (16 игр)                                   | выезд (17 игр)                                | итого   |
| максимальное                                          | 12 000 против «Динамо-2» (Киев), 26 мая 2013    | 10 550 против ПФК «Сумы», 26 августа 2012     | итого   |
| минимальное                                           | 1 050 против «Оболонь» (Киев), 29 сентября 2012 | 250 против «Динамо-2» (Киев), 10 октября 2012 | итого   |
| среднее                                               | 4 226                                           | 2 016                                         | 3 088   |
| сумма                                                 | 67 620                                          | 34 276                                        | 101 896 |

## Предсезонные и товарищеские матчи
Предсезонные матчи
| 23 июня 2012 г. / суббота | «Металлург» (Запорожье) | 2:1    | МФК «Николаев» | Украина, Запорожье         |
| | Ашраф 58′ · Ветров 81′  | отчёт. | Берко 45′      | Стадион: УТБ «Великий Луг» |
| МФК «Николаев»: Васильев, Волков, Чаус, Пидвирный, Давыдов, Чучман, Чорний, Семенина, Гудзикевич, Голенков, Берко 46' · (Ковалёв, Лищук, Бровкин, Зелди, Литвяк, Папирович, Родевич, Ратушный, Гагулин, Янченко, Котов 46') |                         |        |                |                            |

| 30 июня 2012 г. / суббота | МФК «Николаев»                         | 3:0    | «Мир» (Горностаевка) | Украина, Николаев |
| | Чорний 29′ · Бровкин 55′ · Ковалёв 85′ | отчёт. |                      | Стадион: ЦГС      |
| МФК «Николаев»: Чуваев 46' (Васильев 46'), Волков 65' (Ратушный 65'), Чаус 46' (Каика 46'), Литвяк 46' (Пидвирный 46'), Давыдов 46' (Зелди 46'), Семенина 46' (Голенков 46' 71', Гагулин 71'), Чучман 39' (Олищук 39' 80', Папирович 80'), Чорний 46' (Ковалёв 46'), Гудзикевич 46' (Олейник 46' 65', Попов 65'), Лищук 46' (Бровкин 46'), Берко 35' (Родевич 35' 55', Котов 55') |                                        |        |                      |                   |

| 2 июля 2012 г. / понедельник | МФК «Николаев» | 0:2    | ПФК «Сумы»              | Украина, Куйбышево, АР Крым |
|                              |                | отчёт. | Снытко 39′ · Рудь 90+2′ | Стадион: СТК «Инкомспорт»   |

| 2 июля 2012 г. / понедельник | МФК «Николаев» | 1:2    | «Шахтёр (мол.)» (Донецк) | Украина, Куйбышево, АР Крым |
|                              | Родевич        | отчёт. | Юрченко                  | Стадион: СТК «Инкомспорт»   |

| 6 июля 2012 г. / пятница | МФК «Николаев» | 2:0    | «Реал Фарм» (Южный) | Украина, Николаев |
| | Лищук 8′ 16′   | отчёт. |                     | Стадион: ЦГС      |
| МФК «Николаев»: Чуваев, Волков, Чаус, Пидвирный, Давыдов, Чучман, Чорний, Семенина, Гудзикевич, Ковалёв, Лищук 46' · (Васильев, Олищук, Крыжановский, Литвяк, Каика, Микуш, Гапон, Вонс, Зелди, Родевич, Берко 46') |                |        |                     |                   |

| 8 июля 2012 г. / воскресенье | МФК «Николаев»          | 2:2    | «Кристалл» (Херсон)      | Украина, Николаев |
| | Гагулин 80′ · Зелди 81′ | отчёт. | Борисюк 60′ · Турчин 74′ | Стадион: ЦГС      |
| МФК «Николаев»: Васильев, Литвяк, Каика, Олищук 46' (Ратушный 46' 75', Русия 75'), Зелди, Вонс, Янченко 85' (Родевич 85'), Микуш, Папирович 46' (Гапон 46'), Федюкин 46' (Гагулин 46'), Родевич 60' (Миханчук 60') |                         |        |                          |                   |

| 8 июля 2012 г. / воскресенье | МФК «Николаев» | 1:0    | «Кристалл» (Херсон) | Украина, Николаев |
| | Гудзикевич 31′ | отчёт. |                     | Стадион: ЦГС      |
| МФК «Николаев»: Чуваев, Волков, Крыжановский 65' (Чаус 65'), Пидвирный, Давыдов, Черник 65' (Чучман 65'), Чорний, Семенина, Гудзикевич 59' (Голенков 59'), Ковалёв 46' (Берко 46'), Лищук 59' (Котов 59') |                |        |                     |                   |

| 23 сентября 2012 г. / воскресенье | «Черноморец» (Одесса)                             | 4:3                                                                               | МФК «Николаев»                 | Украина, Одесса                      |
| | Морейра 7′ · Тащи 28′ · Васин 68′ · Кулишенко 86′ | отчёт. Дата обращения: 20 июля 2014. Архивировано из оригинала 5 марта 2016 года. | Гудзикевич 63′ · Берко 75′ 79′ | Стадион: УТБ «Черноморец» (Совиньон) |
| «Черноморец» (Одесса): Паст 69' (Мартыщук 69'), П. Ковальчук, Креспи, Вангели 54' (Булый 54' 87', Вдовиченко 87'), Кутас, Тащи, Смирнов, Балашов 54' (Кулишенко 54'), Васин, Морейра 76' (Нестеренко 76'), Диденко 40' (Силантьев 40') · МФК «Николаев»: Чуваев, Леонидов, Пидвирный 57' (Чаус 57'), Тарасенко 57' (Каика 57'), Давыдов, Голенков, Черник 60' (Чучман 60'), Чорний 54' (Ковалёв 54'), Семенина 46' (Берко 46'), Зелди 57' (Гудзикевич 57'), Лищук 46' (Бобаль 46') |                                                   |                                                                                   |                                |                                      |

Товарищеские матчи в рамках подготовки к весенней части сезона
| 8 февраля 2013 г. / пятница | МФК «Николаев»                 | 2:0    | «Энергия» (Новая Каховка) | Украина, Николаев |
| | Бобаль 2′ (пен.) · Ковалёв 41′ | отчёт. |                           | Стадион: ЦГС (ИП) |
| МФК «Николаев»: Товт, Яблонько, Тарасенко, Леонидов, Дудник, Владов, Голенков, Ковалёв, Чорний, Гудзикевич, Бобаль 28' Решоткин 28') 46' · (Васильев, Гнездилов 65' (Сокол 65'), Коваленко, Литвяк, Власюк, Соботюк, Озюм, Бессалов, Чучман, Жуков, Решоткин 65' (Свинар 65') 46') |                                |        |                           |                   |

| 11 февраля 2013 г. / понедельник | МФК «Николаев» | 0:1    | ФК «Одесса»    | Украина, Николаев |
| |                | отчёт. | Паламарчук 56′ | Стадион: ЦГС (ИП) |
| МФК «Николаев»: Товт, Леонидов, Тарасенко, Коваленко, Дудник, Сангаре, Голенков, Чорний, Ковалёв, Гудзикевич, Берко 46' · (Чучман, Жуков, Сокол, Озюм, Бессалов 46') |                |        |                |                   |

| 11 февраля 2013 г. / понедельник | МФК «Николаев»                      | 5:0    | «Элит-Такси» (Херсон) | Украина, Николаев |
| | Пицык 15′ 18′ 51′ · Гагулин 80′ 87′ | отчёт. |                       | Стадион: ЦГС (ИП) |
| МФК «Николаев»: Восконян, Яблонько, Чучман, Хабибгог Миканг, Зелди, Озюм, Соботюк, Михайленко, Пицык, Жуков, Решёткин · (Гагулин, Власюк, Свинар, Янченко ) |                                     |        |                       |                   |

Учебно-тренировочный сбор МФК «Николаев» в Закарпатье (15 — 24 февраля 2013 года)
| 17 февраля 2013 г. / воскресенье | «Севлюш» (Виноградов) | 0:2    | МФК «Николаев»  | Украина, Виноградов Закарпатская область |
|                                  |                       | отчёт. | Луценко · Зелди |                                          |

| 23 февраля 2013 г. / суббота                                                                                     | «Говерла (мол.)» (Ужгород) | 1:2    | МФК «Николаев»           | Украина, Ужгород Закарпатская область |
| | 60′                        | отчёт. | Голенков 2′ · Каблаш 62′ | Стадион: СК «Камелот» (ИП)            |
| МФК «Николаев»: Товт, Леонидов, Тарасенко, Луценко, Булычёв, Голенков, Чучман, Бессалов, Ковалёв, Чорний, Каблаш |                            |        |                          |                                       |

| 23 февраля 2013 г. / суббота                                                                                    | ФК «Поляна» | 0:0    | МФК «Николаев» | Украина, Ужгород Закарпатская область |
| |             | отчёт. |                | Стадион: СК «Камелот» (ИП)            |
| МФК «Николаев»: Васильев, Яблонько, Литвяк, Коваленко, Зелди, Владов, Гагулин, Соботюк, Михайленко, Озюм, Пицык |             |        |                |                                       |

| 24 февраля 2013 г. / воскресенье | «Говерла» (Ужгород) | 2:1    | МФК «Николаев» | Украина, Ужгород Закарпатская область |
| | Лысенко 32′ 52′     | отчёт. | Каблаш 47′     | Стадион: СК «Камелот»                 |
| «Говерла» (Ужгород): Бабенко 46' (Надь 46'), Малишич, Щедраков, Печенкин, Макаренко, Райчевич, Петров 39' (Ле Таллек 39'), Едигарян 79' (Лопез 79'), Мищенко 76' (Чурко 76'), Трухин, Лысенко 55' (Балафас 55') · МФК «Николаев»: Товт, Чорний (Литвяк ), Луценко (Коваленко ), Тарасенко, Булычёв (Яблонько ), Голенков (Соботюк ), Владов (Озюм ), Чучман (Пицык ), Ковалёв, Бессалов (Леонидов ), Каблаш (Гагулин ) |                     |        |                |                                       |

Учебно-тренировочный сбор МФК «Николаев» в Крыму (5 — 17 марта 2013 года)
| 7 марта 2013 г. / четверг | МФК «Николаев» | 0:3    | «Титан» (Армянск)                                          | Украина, Куйбышево, АР Крым |
| |                | отчёт. | Прокопченко 31′ (пен.) · Субочев 89′ · Нудный 90+1′ (пен.) | Стадион: СТК «Инкомспорт»   |
| МФК «Николаев»: Васильев (Восконян ), Яблонько (Чаус ), Лебединец, Леонидов, Зелди, Владов, Гагулин, Вольский, Озюм, Пицык (Михайленко ), Витер · «Титан» (Армянск): Кошелев, Смалько, Климентовский, Карпенко, Фартушняк, Субочев, Култышев, Нудный, Муховиков (Покосенко ), Прокопченко (Абляметов ), Жигалов (Кадимян ) |                |        |                                                            |                             |

| 7 марта 2013 г. / четверг | МФК «Николаев»    | 1:1    | «Кремень» (Кременчуг) | Украина, Саки, АР Крым |
| | Чорний 18′ (пен.) | отчёт. | Степанчук 1′          |                        |
| МФК «Николаев»: Товт, Ю. Булычёв, Тарасенко, Луценко, Чорний, Чучман, Ковалёв (Гудзикевич ), Бессалов, Кучеренко, Голенков, Каблаш (Берко ) · «Кремень» (Кременчуг): Прокоп (Олейник ), Волошин (Беляев ), А. Булычёв (Ткаченко ), Олефир, Пасичниченко (Рыжук ), Бацула (Михайлов ), Рябушко (Ивлев ), Апришко (Сумцов ), Вовченко (Барба ), Кохман (Гегедош ), Степанчук (Слабышев ) |                   |        |                       |                        |

| 9 марта 2013 г. / суббота | МФК «Николаев» | 0:1    | «Нива» (Тернополь) | Украина, Куйбышево, АР Крым |
| |                | отчёт. | Владов 55′ (а.г.)  | Стадион: СТК «Инкомспорт»   |
| МФК «Николаев»: Товт, Леонидов, Тарасенко, Луценко, Чорний, Чучман (Владов ), Голенков, Ковалёв, Бессалов (Гудзикевич ), Кучеренко (Булычёв ), Каблаш · «Нива» (Тернополь): Суслов, Лазорик, Илькив, Яневич, Романюк (Гребинский ), Басараб, Г. Баранец (Маткевич ), Швец, Кикоть (Билый ), Мельник, Товкацкий (Лакуста ) |                |        |                    |                             |

| 9 марта 2013 г. / суббота | МФК «Николаев»           | 2:0    | «УкрАгроКом» (Головковка) | Украина, Куйбышево, АР Крым |
| | Голенков 30′ · Берко 88′ | отчёт. |                           | Стадион: СТК «Инкомспорт»   |
| МФК «Николаев»: Попович, Леонидов, Лебединец, Луценко (Чорний ), Бурлин, Голенков, Ковалёв, Чучман (Владов ), Бессалов (Гудзикевич ), Кучеренко, Каблаш (Берко ) |                          |        |                           |                             |

| 15 марта 2013 г. / пятница | МФК «Николаев»       | 1:2    | «Нива» (Тернополь)                 | Украина, Куйбышево, АР Крым |
| | Кучеренко 75′ (пен.) | отчёт. | Камерцель 18′ · Луценко 55′ (а.г.) | Стадион: СТК «Инкомспорт»   |
| МФК «Николаев»: Товт, Булычёв 46' (Кучеренко 46'), Тарасенко, Луценко, Гибалюк, Чучман 46' (Владов 46'), Гудзикевич 46' (Бессалов 46'), Ковалёв, Чорний, Голенков, Каблаш 60' (Берко 60') · «Нива» (Тернополь): Павленко, Давыдов 83' (Есып 83'), Котелюх, С.Мельник, Лещук 70' (Бугаев 70'), Зинченко 79' (потенциальный новичок 79'), Батищев, Масалов, Камерцель 57' (Чахотин 57'), Рыбковский 70' (Боганев 70'), И. Мельник 63' (потенциальный новичок 63') |                      |        |                                    |                             |

| 15 марта 2013 г. / пятница | МФК «Николаев» | 0:0    | «Нива» (Тернополь) | Украина, Куйбышево, АР Крым |
| |                | отчёт. |                    | Стадион: СТК «Инкомспорт»   |
| МФК «Николаев»: Васильев 46' (Товт 46'), Билык, Лебединец 46' (Бессалов 46'), Леонидов, Бурлин 46' (Булычёв 46'), Зелди 46' (Гудзикевич 46'), Чаус, Чучман 46' (Владов 46'), Пицык, Михайленко 46' (Кучеренко 46'), Берко · «Нива» (Тернополь): Бабак, Петрович, Пукась, Боганев, Бугаёв, Снытко 63' (Камерцель 63'), Чахотин 78' (Лещук 78'), Лебеденко, потенциальный новичок, Есып, потенциальный новичок |                |        |                    |                             |

| 17 марта 2013 г. / воскресенье | МФК «Николаев» | 0:1    | «Буковина» (Черновцы) | Украина, Куйбышево, АР Крым |
| |                | отчёт. | Маковейчук 60′        | Стадион: СТК «Инкомспорт»   |
| МФК «Николаев»: Васильев, Чорний, Луценко, Тарасенко 46' (Леонидов 46'), Гибалюк, Голенков 46' (Булычёв 46'), Владов 46' (Гудзикевич 46'), Чучман 65' (Бессалов 65'), Ковалёв, Кучеренко, Каблаш 65' (Берко 65') · «Буковина» (Черновцы): Когут, Донец, потенциальный новичок, Вечтомов 90+2' (Колесник 90+2'), Керчу 85' (Сагайдак 85'), потенциальный новичок 74' (Орловский 74'), Дорош 90+2' (Боровец 90+2'), Елов 68' (Алан 68'), Савин 85' (Аблитаров 85'), Семенюк 46' (Маковейчук 46'), Платон 78' (Ятленко 78') |                |        |                       |                             |

| 31 марта 2013 г. / воскресенье | МФК «Николаев»             | 2:0    | «Кристалл» (Херсон) | Украина, Николаев |
| | Голенков 22′ · Ковалёв 34′ | отчёт. |                     | Стадион: ЦГС      |
| МФК «Николаев»: Товт, Тистык 76' (Булычёв 76'), Тарасенко 82' (Чаус 82'), Луценко, Гибалюк, Чучман 63' (Бессалов 63'), Голенков, Чорний 72' (Владов 72'), Ковалёв, Кучеренко 60' (Гудзикевич 60'), Каблаш 67' (Берко 67') |                            |        |                     |                   |

Показательный матч ветеранских команд
| 9 мая 2013 г. / четверг | «Судостроитель (вет.)» (Николаев)                                        | 5:5    | «Динамо (вет.)» (Киев)                                   | Украина, Николаев                                     |
| | Галстян 15′ · Бугай 20′ · Забранский 33′ · Пономаренко 54′ · Скрипка 56′ | отчёт. | Яремчук 8′ · Саленко 11′ 60′ · Шаран 25′ · Косовский 26′ | Стадион: ЦГС Зрителей: 11 000 Судья: Избаш (Николаев) |
| «Судостроитель (вет.)» (Николаев): Ставка, Бузник, Мазур, Ляшенко, Бугай, Высокос, Милюкин, Николаенко, Парастаев, Пономаренко, Забранский. На замены выходили: Артёменко, Бобко, Скрипка, Галстян, Бескоровайный, Малый, Фоменко, Стефанишин, Чулак. Тренер — Сергей Жайворонок «Динамо (вет.)» (Киев): Сирота, Бессонов, Яремчук, Оксимец, С. Кузнецов, А. Венглинский, Шаран, Цихмейструк, Косовский, Призетко, Саленко. На замены выходили: Самойлов, Радченко, Хлус. Тренер — Виктор Леоненко |                                                                          |        |                                                          |                                                       |

## Первая лига
|  |

### Турнирная таблица
| М | Команда           | И  | В  | Н  | П  | Мячи    | ±   | О     | Примечания  |
| - | ----------------- | -- | -- | -- | -- | ------- | --- | ----- | ----------- |
| 4 | Буковина          | 34 | 16 | 10 | 8  | 49 − 33 | +16 | 58 \| |             |
| 5 | Нефтяник-Укрнефть | 34 | 15 | 9  | 10 | 39 − 31 | +8  | 54 \| |             |
| 6 | Н И К О Л А Е В   | 34 | 16 | 9  | 9  | 45 − 38 | +7  | 54    | −3 очка     |
| 7 | Авангард          | 34 | 15 | 8  | 11 | 37 − 26 | +11 | 53    | (+) новичок |
| 8 | Звезда            | 34 | 14 | 10 | 10 | 46 − 37 | +9  | 52 \| |             |

И — игры, В — выигрыши, Н — ничьи, П — проигрыши, Мячи — забитые и пропущенные голы, ± — разница голов, О — очки

Приоритет: 1) очки; 2) разница голов; 3) Забитые голы; 4) Рейтинг честной игры

### Матчи[68]

#### 1-й круг
| 14 июля 2012 г. / суббота 1-й тур | МФК «Николаев»               | 0:2 протокол (укр.). Архивировано из оригинала 17 января 2013 года.               | «Гелиос» (Харьков)                                                             | Украина, Николаев                                        |
| 18:00 | · Давыдов 66' · Голенков 87' | отчёт. Дата обращения: 16 июля 2014. Архивировано из оригинала 16 июля 2014 года. | Герасимец 19′ (пен.) · Кривошеев 64′ · Герасимец 30' · Долгий 34' · Костюк 78' | Стадион: ЦГС Зрителей: 1 800 Судья: Дяденко (Кировоград) |
| МФК «Николаев»: Чуваев, Волков, Гудзикевич 77' (Ковалёв 77'), Чаус, Семенина, Чорний, Черник 46' (Лищук 46' 70' Голенков 70'), Давыдов, Чучман, Крыжановский 46' (Пидвирный 46'), Берко · Остались в запасе: Васильев, Зелди, Родевич · «Гелиос» (Харьков): Сидоренко, Борзенко, Налигач, Лобойко , Бурлин, Костюк, Долгий 51' (Кривошеев 51'), Герасимец 56' (Лозовой 56'), Хромых, Лисицын 68' (Кандауров 68'), Расков 74' (Батальский 74') · Остались в запасе: Рябой, Маринчук, Качур |                              |                                                                                   |                                                                                |                                                          |

| 21 июля 2012 г. / суббота 2-й тур | МФК «Николаев»                                                               | 1:1 протокол (укр.). Дата обращения: 16 июля 2014. Архивировано из оригинала 16 июля 2014 года. | «Крымтеплица» (Молодёжное)                                | Украина, Николаев                                    |
| 18:00 | Лищук 47′ · Пидвирный 21' · Чучман 37' · Зелди 63' · Чорний 64' · Черник 88' |                                                                                                 | Мемешев 45+2′ · Саранчуков 30′ · Цой 69' · Бидловский 87' | Стадион: ЦГС Зрителей: 1 200 Судья: Чижевский (Киев) |
| МФК «Николаев»: Чуваев, Волков, Гудзикевич 46' (Зелди 46'), Чаус, Семенина, Чорний, Давыдов, Чучман 46' (Черник 46'), Берко 90' (Голенков 90'), Пидвирный, Лищук 70' (Гагулин 70') · Остались в запасе: Васильев, Литвяк, Ковалёв · «Крымтеплица» (Молодёжное): Радь, Новотрясов, Дитятьев, Антонюк, Михайлюк, Романенко, Зейналов, Бидловский, Симончук 83' (Мельник 83'), Мемешев 59' (Палагнюк 59') · Остались в запасе: Базилевич, Абляметов, Топчевский, Зубко |                                                                              |                                                                                                 |                                                           |                                                      |

| 27 июля 2012 г. / пятница 3-й тур | ПФК «Севастополь»      | 0:0 протокол (укр.). Архивировано из оригинала 17 января 2013 года. | МФК «Николаев»                                        | Украина, Севастополь                                            |
| 20:45 | Дуляй 32' · Танчик 42' | отчёт.                                                              | Чучман 58' · Волков 77' · Чуваев 90' · Голенков 90+4' | Стадион: СК «Севастополь» Зрителей: 5 276 Судья: Бондарь (Киев) |
| ПФК «Севастополь»: Махновский, Караваем, Новак, Бредун, Неплях, Крамар 67' (Левандовски 67'), Дуляй 83' (Гвинианидзе 83'), Данишевский 59' (Карноза 59'), Ткачёв, Танчик, Ибраими 46' (Коваль 46') · Остались в запасе: Литовка, Федорив, Воронин · МФК «Николаев»: Чуваев, Волков, Гудзикевич 73' (Зелди 73'), Семенина 85' (Гагулин 85'), Чорний, Давыдов, Чучман 70' (Бобаль 70'), Берко, Голенков, Ковалёв, Каика · Остались в запасе: Васильев, Литвяк, Попов, Пидвирный |                        |                                                                     |                                                       |                                                                 |

| 4 августа 2012 г. / суббота 4-й тур | МФК «Николаев»                                                    | 1:0 протокол (укр.). Архивировано из оригинала 17 января 2013 года. | ПФК «Александрия»                 | Украина, Николаев                                  |
| 18:00 | Лищук 63′ · Зелди 24' · Ковалёв 32' · Голенков 81' · Бобаль 90+5' | отчёт.                                                              | · Чередниченко 56' · Протич 90+5' | Стадион: ЦГС Зрителей: 1 700 Судья: Скрипак (Киев) |
| МФК «Николаев»: Чуваев, Зелди, Волков, Гудзикевич 75' (Гагулин 75'), Семенина 61' (Лищук 61'), Чорний, Чучман 90' (Крыжановский 90'), Берко 46' (Бобаль 46'), Голенков, Ковалёв, Каика · Остались в запасе: Васильев, Литвяк, Пидвирный · ПФК «Александрия»: Забурин, Протич, Чередниченко , Кича 69' (Полярус 69'), Гавриш 46' (Грицук 46'), Шевченко 61' (Михалёв 61'), Запорожан, Шендрик 85' (Басов 85'), Старенький, Микицей, Бондаренко · Остались в запасе: Леванидов, Сахневич, Банада |                                                                   |                                                                     |                                   |                                                    |

| 11 августа 2012 г. / суббота 5-й тур | «Олимпик» (Донецк)                                     | 2:0 протокол (укр.). Архивировано из оригинала 17 января 2013 года. | МФК «Николаев»                         | Украина, Донецк                                           |
| 18:00 | Дорошенко 15′ · Иса 54′ · Грибанов 86' · Гельзин 90+5' | отчёт.                                                              | · Ковалёв 9' · Чучман 57' · Бобаль 69' | Стадион: СК «Олимпик» Зрителей: 600 Судья: Берёзка (Киев) |
| «Олимпик» (Донецк): Жданков, Савин 85' (Иванов 85'), Гришко, Драченко, Змиевский, Огиря 86' (Голиков 86'), Лебедь, Дорошенко, Санжар 77' (А. Волков 77'), Иса 71' (Грибанов 71'), Гельзин · Остались в запасе: Махарадзе, Полянский · МФК «Николаев»: Чуваев, Зелди, Д. Волков, Гудзикевич 42' (Бобаль 42'), Семенина, Чорний, Чучман, Голенков, Ковалёв 79' (Гагулин 79'), Каика 65' (Черник 65'), Лищук 61' (Берко 61') · Остались в запасе: Васильев, Крыжановский, Пидвирный |                                                        |                                                                     |                                        |                                                           |

| 18 августа 2012 г. / суббота 6-й тур | МФК «Николаев»                                            | 2:0 протокол (укр.). Архивировано из оригинала 17 января 2013 года. | «Авангард» (Краматорск)     | Украина, Николаев                                        |
| 17:30 | Гудзикевич 87′ · Семенина 90+4′ · Чучман 70' · Волков 90' | отчёт. Архивировано из оригинала 22 мая 2013 года.                  | · Скарлош 53' · Визавер 68' | Стадион: ЦГС Зрителей: 1 300 Судья: Лисаковский (Одесса) |
| МФК «Николаев»: Чуваев, Зелди 53' (Гудзикевич 53'), Волков, Семенина, Чорний, Черник 71' (Пидвирный 71'), Давыдов , Чучман, Берко 56' (Лищук 56'), А. Ковалёв 59' (Леонидов 59'), Бобаль · Остались в запасе: Васильев, Литвяк, Гагулин · «Авангард» (Краматорск): Гришин, М. Ковалёв, Кошнин, Визавер , Доценко, Сумцов 14' (Швец 14'), Поднебенной 64' (Брынько 64'), Швыдкий, Малыш, Скарлош 76' (Акопян 76'), Козьбан 60' (Шарко 60') · Остались в запасе: Пуговкин, Собко |                                                           |                                                                     |                             |                                                          |

| 26 августа 2012 г. / воскресенье 7-й тур | ПФК «Сумы»                            | 0:2 протокол (укр.). Архивировано из оригинала 17 января 2013 года. | МФК «Николаев»                                                            | Украина, Сумы                                                  |
| 20:00 | · Пицык 15' · Есып 38' · Притуляк 44' | отчёт.                                                              | Бобаль 64′ · Лищук 67′ · Голенков 8' · Ковалёв 28' · Черник 69' · Давыдов | Стадион: Юбилейный Зрителей: 10 550 Судья: Ноздрачёв (Харьков) |
| ПФК «Сумы»: Павленко, Лещук, Мельник, Котелюх , Петрович, Рудь 18' (Богачёв 18'), Пукась, Масалов, Притуляк 66' (Лебеденко 66'), Пицык 54' (Озюм 54'), Есып 49' (Морозов 49') · Остались в запасе: Бабак, Камерцель, Бугаёв · МФК «Николаев»: Чуваев, Зелди 73' (Гудзикевич 73'), Леонидов, Волков, Семенина, Чорний, Черник, Давыдов , Голенков 90' (Литвяк 90'), Ковалёв 34' (Лищук 34'), Бобаль 77' (Берко 77') · Остались в запасе: Васильев, Котов, Каика |                                       |                                                                     |                                                                           |                                                                |

| 1 сентября 2012 г. / суббота 8-й тур | МФК «Николаев»                                                 | 0:0 протокол (укр.). Архивировано из оригинала 17 января 2013 года. | «Буковина» (Черновцы)          | Украина, Николаев                                   |
| 17:00 | Зелди 27' · Леонидов 53' · Бобаль 61' · Берко 80' · Чорний 87' | отчёт.                                                              | Дорош 65' · Зозуля 76' · Донец | Стадион: ЦГС Зрителей: 1 750 Судья: Пасхал (Херсон) |
| МФК «Николаев»: Чуваев, Зелди, Леонидов, Волков, Гудзикевич 84' (Ковалёв 84'), Семенина, Тарасенко, Чорний, Черник 46' (Лищук 46'), Чучман, Бобаль 74' (Берко 74') · Остались в запасе: Восконян, Литвяк, Котов, Янченко · «Буковина» (Черновцы): Когут, Аблитаров, Керчу , Савин, Донец, Сантрапинских, Зозуля, Дорош 66' (Гунчак 66'), Якименко 46' (Яворский 46'), Маковийчук 82' (Моисеенко 82'), Целых 46' (Платон 46') · Остались в запасе: Тукач, Вечтомов, Ушаков |                                                                |                                                                     |                                |                                                     |

| 5 сентября 2012 г. / среда 9-й тур | «Сталь» (Алчевск)                 | 0:1 протокол (укр.). Архивировано из оригинала 17 января 2013 года. | МФК «Николаев»                         | Украина, Алчевск                                           |
| 18:00 | · Поступаленко 51' · Чеботаев 77' | отчёт.                                                              | Семенина 38′ · Гудзикевич 39' · Чорний | Стадион: Сталь Зрителей: 2 000 Судья: Бохняк (Севастополь) |
| «Сталь» (Алчевск): Ганев, Солдат, Мищенко, Чеботаев, Кондратюк, Степанюк, Нгаха 58' (Батюшин 58'), Поступаленко, Сикорский 73' (Грицай 73'), Локтионов 59' (Романчук 59'), Акименко · Остались в запасе: Комарницкий, Мироненко, Троцько, Никитенко · МФК «Николаев»: Чуваев, Волков, Гудзикевич , Семенина, Тарасенко, Чорний, Давыдов, Чучман, Голенков, Ковалёв 90' (Черник 90'), Лищук 86' (Берко 86') · Остались в запасе: Васильев, Зелди, Леонидов, Гагулин |                                   |                                                                     |                                        |                                                            |

| 12 сентября 2012 г. / среда 10-й тур | МФК «Николаев»                | 0:2 протокол (укр.). Архивировано из оригинала 17 января 2013 года. | «Титан» (Армянск)                                         | Украина, Николаев                                     |
| 17:00 | · Волков 21' · Гудзикевич 40' | отчёт.                                                              | Субочев 69′ · Прокопченко 76′ · Муховиков 7' · Розгон 71' | Стадион: ЦГС Зрителей: 1 400 Судья: Монзуль (Харьков) |
| МФК «Николаев»: Чуваев, Леонидов, Волков, Гудзикевич , Семенина, Тарасенко, Давыдов, Чучман, Голенков, Ковалёв 46' (Бобаль 46'), Лищук 65' (Гагулин 65') · Остались в запасе: Восконян, Зелди, Черник, Берко, Пидвирный · «Титан» (Армянск): Кошелев, Субочев, Розгон 72' (Покосенко 72'), Гади, Карпенко , Кравченко 68' (Прокопченко 68'), Смалько 63' (Маслов 63'), Мацак 69' (Войнаровский 69'), Гайдаш, Муховиков, Климентовский · Остались в запасе: Высоцкий, Довжик, Калиниченко |                               |                                                                     |                                                           |                                                       |

| 17 сентября 2012 г. / понедельник 11-й тур | ФК «Полтава»                                                             | 5:0 протокол (укр.). Архивировано из оригинала 17 января 2013 года. | МФК «Николаев»           | Украина, Полтава                                                |
| 16:30 | Ивашко 26′ 88′ 90+2′ · Скепский 44′ (пен.) · Кучеренко 76′ · Козориз 51' | отчёт.                                                              | · Лищук 61' · Чучман 75' | Стадион: Локомотив Зрителей: 1 300 Судья: Яблонский (Тернополь) |
| ФК «Полтава»: Романенко, Даценко, Кучеренко, Одинцов, Жданов 65' (Цапий 65'), Бессалов , Козориз 58' (Бидненко 58'), Сагайдак, Кицута 81' (Зеленевич 81'), Скепский 77' (Сирык 77'), Ивашко · Остались в запасе: Кучинский, Степанишин, Обревко · МФК «Николаев»: Чуваев, Зелди 46' (Бобаль 46'), Леонидов, Волков, Семенина 79' (Черник 79'), Тарасенко, Чорний, Давыдов , Чучман, Голенков, Лищук 72' (Берко 72') · Остались в запасе: Восконян, Чаус, Пидвирный |                                                                          |                                                                     |                          |                                                                 |

| 29 сентября 2012 г. / суббота 12-й тур | МФК «Николаев»           | 1:1 протокол (укр.). Архивировано из оригинала 17 января 2013 года. | «Оболонь» (Киев)                          | Украина, Николаев                                        |
| 17:00 | Ковалёв 47′ · Волков 38' | отчёт.                                                              | Захаревич 36′ · Захаревич 28' · Дурай 74' | Стадион: ЦГС Зрителей: 1 050 Судья: Митровский (Ужгород) |
| МФК «Николаев»: Чуваев, Зелди 46' (Бобаль 46'), Леонидов, Волков 46' (Чаус 46'), Семенина, Тарасенко, Чорний, Давыдов , Берко 72' (Лищук 72'), Голенков, Ковалёв 90' (Янченко 90') · Остались в запасе: Васильев, Черник, Пидвирный · «Оболонь» (Киев): Березовский, Пердута, Сидоренко, Дурай, Илькив, Лупашенко, Захаревич 75' (Котенко 75'), Кочура, Г. Баранец 69' (Корнев 69'), Б. Баранец 80' (Мякушко 80'), Пищур · Остались в запасе: Товт, Семенюк, Конюшенко, Гурский |                          |                                                                     |                                           |                                                          |

| 5 октября 2012 г. / пятница 13-й тур | «Звезда» (Кировоград) | 0:1 протокол (укр.). Архивировано из оригинала 17 января 2013 года. | МФК «Николаев»         | Украина, Кировоград                                   |
| 15:00 |                       | отчёт.                                                              | Давыдов 89′ · Чаус 76' | Стадион: Звезда Зрителей: 1 800 Судья: Берёзка (Киев) |
| «Звезда» (Кировоград): Ширяев, Пинчук, Бочкур, Осадчий 87' (Хаблов 87'), Рудницкий, Родина 90' (Новицкий 90'), Степанов 40' (Порошин 40'), Бурдиян 90' (Войтенко 90'), Иванов, Немчанинов, Насибулин · Остались в запасе: Травкин, Олефир, Фатеев · МФК «Николаев»: Чуваев, Леонидов, Гудзикевич , Чаус, Семенина 85' (Зелди 85'), Тарасенко, Чорний, Давыдов, Берко 57' (Бобаль 57'), Голенков, Ковалёв 74' (Лищук 74') · Остались в запасе: Васильев, Черник, Янченко |                       |                                                                     |                        |                                                       |

| 10 октября 2012 г. / среда 14-й тур | МФК «Николаев»                           | 4:2 протокол (укр.). Архивировано из оригинала 17 января 2013 года. | ФК «Одесса»                                      | Украина, Николаев                                           |
| 16:00 | Ковалёв 13′ · Бобаль 41′ · Лищук 79′ 84′ | отчёт.                                                              | Каблаш 1′ · Гостев 23′ · Гостев 19' · Любчак 79' | Стадион: ЦГС Зрителей: 1 520 Судья: Головков (Северодонецк) |
| МФК «Николаев»: Чуваев, Зелди 87' (Янченко 87'), Леонидов, Чаус, Тарасенко, Чорний, Давыдов , Берко 46' (Лищук 46'), Голенков, Ковалёв 53' (Семенина 53'), Бобаль 80' (Котов 80') · Остались в запасе: Васильев, Черник, Пидвирный · ФК «Одесса»: Скрипник, Поспелов, Платунов, Бедный, Любчак 81' (Гальский 81'), Д. Пархоменко , К. Пархоменко, Гостев 67' (Шестаков 67'), Калитов 67' (Бондаренко 67'), Опря, Каблаш 46' (Балабанов 46') · Остались в запасе: Леонидов, Пунько, Гусев |                                          |                                                                     |                                                  |                                                             |

| 15 октября 2012 г. / понедельник 15-й тур | «Динамо-2» (Киев)                              | 1:2 протокол (укр.). Архивировано из оригинала 17 января 2013 года. | МФК «Николаев»                     | Украина, Киев                                                 |
| 15:00 | Исраилов 49′ · Черноморец 22' · Сухомлинов 68' | отчёт.                                                              | Бобаль 6′ (пен.) 45′ · Ковалёв 52' | Стадион: Динамо Зрителей: 250 Судья: Лаврив (Ивано-Франковск) |
| «Динамо-2» (Киев): Рудько, Козлов, Кушниров , Фаворов, Прокипчук 46' (Хобленко 46'), Черноморец 46' (Сухомлинов 46'), Мединский, Исраилов, Гемега, Темиле, Эль Каддури · Остались в запасе: Волынец, Шевчук, Ермаченко, Фароян, Боровик · МФК «Николаев»: Чуваев, Зелди 59' (Берко 59'), Леонидов, Чаус, Семенина, Тарасенко, Чорний, Давыдов , Голенков, Ковалёв 46' (Лищук 46') · Остались в запасе: Васильев, Литвяк, Черник |                                                |                                                                     |                                    |                                                               |

| 20 октября 2012 г. / суббота 16-й тур | МФК «Николаев»            | 0:2 протокол (укр.). Архивировано из оригинала 17 января 2013 года. | «Нефтяник-Укрнефть» (Ахтырка)                                          | Украина, Николаев                                     |
| 15:30 | · Зелди 10' · Давыдов 63' | отчёт.                                                              | Полтавец 45+2′ · Артюх 76′ · Бояринцев 37' · Башлай 65' · Васильев 68' | Стадион: ЦГС Зрителей: 2 800 Судья: Драчёв (Чернигов) |
| МФК «Николаев»: Чуваев, Зелди 60' (Берко 60'), Леонидов 85' (Черник 85'), Чаус, Семенина, А.В. Тарасенко, Чорний 46' (Волков 46'), Давыдов , Голенков, Лищук, Бобаль · Остались в запасе: Б. Васильев, Литвяк, Попов, Янченко · «Нефтяник-Укрнефть» (Ахтырка): Чурилов, Ховбоша, Бояринцев , Д. Васильев, Кременчуцкий, Башлай 80' (Войцеховский 80'), Даудов, Светличный 75' (А.С. Тарасенко 75'), Антюх 87' (Радионов 87'), Полтавец 64' (Яровенко 64') · Остались в запасе: Вокальчук, Зайчук, Павелько |                           |                                                                     |                                                                        |                                                       |

| 27 октября 2012 г. / суббота 17-й тур | «Арсенал» (Белая Церковь)         | 1:3 протокол (укр.). Архивировано из оригинала 17 января 2013 года. | МФК «Николаев»                                       | Украина, Белая Церковь                                        |
| 15:00 | Леонов 39′ (пен.) · Алексанов 52' | отчёт. Архивировано из оригинала 21 мая 2013 года.                  | Семенина 15′ · Тарасенко 49′ · Волков 72′ · Чаус 47' | Стадион: Трудовые резервы Зрителей: 350 Судья: Грисьо (Львов) |
| «Арсенал» (Белая Церковь): Симаков, Лебединец, Романюк, Стоян, Антонюк, Проневич , Кикоть 59' (Шептицкий 59'), Леонов 81' (Ордынский 81'), Алексанов 68' (Черномаз 68'), Рыбковский 62' (Степанчук 62'), Степанков · Остались в запасе: Суслов, Ковельский, Товкацкий · МФК «Николаев»: Чуваев, Волков, Чаус 69' (Литвяк 69'), Семенина 85' (Янченко 85'), Тарасенко, Чорний, Давыдов , Голенков, Ковалёв, Берко 59' (Лищук 59'), Бобаль 76' (Гагулин 76') · Остались в запасе: Васильев |                                   |                                                                     |                                                      |                                                               |

#### 2-й круг
| 3 ноября 2012 г. / суббота 18-й тур | «Гелиос» (Харьков)                                                        | 2:2 протокол (укр.). Архивировано из оригинала 17 января 2013 года. | МФК «Николаев»                                                                              | Украина, Харьков                                               |
| 16:00 | Борзенко 29′ · Герасимец 65′ · Кандауров 42' · Корольчук 83' · Костюк 87' | отчёт. Архивировано из оригинала 21 мая 2013 года.                  | Ковалёв 51′ · Голенков 84′ · Давыдов 47' · Голенков 64' · Чучман · Зелди 88' · Чорний 90+4' | Стадион: Солнечный Зрителей: 300 Судья: Мозыряцкий (Запорожье) |
| «Гелиос» (Харьков): Сидоренко, Борзенко, Налыгач, Лобойко , Комарницкий, Кандауров, Костюк, Герасимец 70' (Лозовой 70'), Хромых 55' (Корольчук 55'), Расков 62' (Батальский 62'), С. Давыдов 57' (Тистык 57') · Остались в запасе: Рябой, Гальчук, Худобяк · МФК «Николаев»: Чуваев, Зелди, Литвяк, Волков, Тарасенко, Чорний, Черник 75' (Чучман 75'), О. Давыдов , Голенков, Ковалёв, Бобаль 70' (Берко 70') · Остались в запасе: Васильев, Чаус, Янченко, Лищук |                                                                           |                                                                     |                                                                                             |                                                                |

| 10 ноября 2012 г. / суббота 19-й тур | «Крымтеплица» (Молодёжное)                                                                | 2:0 протокол (укр.). Архивировано из оригинала 17 января 2013 года. | МФК «Николаев»               | Украина, Аграрное                                             |
| 16:00 | Свиридов 58′ · Дитятьев 67′ · Карамушка 17' · Бидловский 24' · Симончук 50' · Луценко 50' | отчёт. Архивировано из оригинала 21 мая 2013 года.                  | · Тарасенко 70' · Литвяк 87' | Стадион: КТ Спорт Арена Зрителей: 1 000 Судья: Скрипак (Киев) |
| «Крымтеплица» (Молодёжное): Базилевич, Луценок, Дитятьев , Симончук, Цой, Бидловский, Мельник 89' (Палагнюк 89'), Свиридов, Зейналов 86' (Мемешев 86'), Михайлюк 90' (Топчевский 90'), Карамушка · Остались в запасе: Радь · МФК «Николаев»: Чуваев, Литвяк, Волков, Семенина 76' (Лищук 76'), Тарасенко, Чорний, Черник, Давыдов , Голенков, Ковалёв 8' (Гудзикевич 8' 83' Зелди 83'), Бобаль 60' (Берко 60') · Остались в запасе: Васильев, Чаус |                                                                                           |                                                                     |                              |                                                               |

| 17 ноября 2012 г. / суббота 20-й тур | МФК «Николаев» | 0:3 протокол (укр.) (недоступная ссылка — история). | ФК «Севастополь» | Украина, Николаев |
|                                      |                | отчёт.                                              |                  |                   |

| 24 ноября 2012 г. / суббота 21-й тур | ПФК «Александрия»          | 1:1 протокол (укр.). Архивировано из оригинала 17 января 2013 года. | МФК «Николаев»                        | Украина, Александрия                                        |
| 15:00 | Полярус 23′ · Грицук 90+4' | отчёт.                                                              | Берко 62′ · Черик 57' · Тарасенко 89' | Стадион: КСК «Ника» Зрителей: 3 270 Судья: Чижевский (Киев) |
| ПФК «Александрия»: Зарубин, Сахневич, Чередниченко , Гавриш 84' (Кралик 84'), Шевченко, Полярус 64' (Кича 64'), Запорожан, Грицук, Старенький 87' (Михалёв 87'), Банада 79' (Бондаренко 79'), Басов · Остались в запасе: Рябой, Гальчук, Худобяк · МФК «Николаев»: Чуваев, Волков, Гудзикевич , Семенина, Тарасенко, Чорний, Черник 85' (Чаус 85'), Давыдов, Голенков, Ковалёв, Бобаль 51' (Берко 51') · Остались в запасе: Васильев, Зелди, Литвяк, Котов, Лищук |                            |                                                                     |                                       |                                                             |

| 6 апреля 2013 г. / суббота 24-й тур | МФК «Николаев»                                      | 1:0 протокол (укр.) (недоступная ссылка — история). | ПФК «Сумы»                                | Украина, Николаев                                        |
| 17:00 | Гудзикевич 85′ (пен.) · Кучеренко 52' · Ковалёв 90' | отчёт.                                              | · Батищев · Коваленко 79' · Камерцель 84' | Стадион: ЦГС Зрителей: 6 800 Судья: Дяденко (Кировоград) |
| МФК «Николаев»: Товт, Тистык, Кучеренко 81' (Берко 81'), Тарасенко , Чорний 72' (Гудзикевич 72'), Луценко, Чучман 64' (Владов 64'), Голенков, Ковалёв 90' (Чаус 90'), Каблаш, Булычёв · Остались в запасе: Васильев, Зелди, Гибалюк · ПФК «Сумы»: Бабак , Лещук, Мельник, Петрович, Давыдов 59' (Камерцель 59'), Рыбковский 65' (Лебеденко 65'), Масалов, Батыщек, Федосенко 46' (Даудов 46'), Коваленко, Мельник · Остались в запасе: Дейнеко, Пукась, Есып, Чахотин |                                                     |                                                     |                                           |                                                          |

| 13 апреля 2013 г. / суббота 25-й тур | «Буковина» (Черновцы)                            | 4:0 протокол (укр.) (недоступная ссылка — история). | МФК «Николаев»                                                          | Украина, Черновцы                                             |
| 16:00 | Керчу 48′ (пен.) · Сибиряков 21′ · Савин 29′ 62′ | отчёт.                                              | · Тарасенко 20' · Голенков 41' · Тистык 48' · Луценко 81' · Гибалюк 89' | Стадион: Буковина Зрителей: 1 030 Судья: Митровский (Ужгород) |
| «Буковина» (Черновцы): Когут, Боровец 35' (Лупашко 35'), Аблитаров, Донец, Колесник 58' (Найко 58'), Вечтомов, Керчу , Савин, Сибиряков 64' (Маковийчук 64'), Алан, Орловский 73' (Сантропинских 73') · Остались в запасе: Тукач, Ятленко, Семенюк · МФК «Николаев»: Товт, Тистык 69' (Гибалюк 69'), Кучеренко, Тарасенко , Чорний 63' (Гудзикевич 63'), Луценко, Чучман 46' (Бессалов 46'), Голенков, Ковалёв, Каблаш 62' (Берко 62'), Булычёв · Остались в запасе: Васильев, Зелди, Владов |                                                  |                                                     |                                                                         |                                                               |

| 19 апреля 2013 г. / пятница 26-й тур | МФК «Николаев»                                                                          | 3:2 протокол (укр.). Архивировано из оригинала 4 марта 2016 года. | «Сталь» (Алчевск)                                                               | Украина, Николаев                                  |
| 17:00 | Кучеренко 15′ (пен.) · Каблаш 57′ · Чорний 80′ · Чорний 39' · Чучман 67' · Леонидов 83' | отчёт.                                                            | Акименко 6′ · Степанюк 61′ · Леонов 87' · Карасюк · Сикорский 80' · Ермаков 84' | Стадион: ЦГС Зрителей: 7 200 Судья: Жуков (Донецк) |
| МФК «Николаев»: Товт, Кучеренко 71' (Бессалов 71'), Тарасенко 31' (Леонидов 31'), Чорний, Владов, Чучман, Голенков, Ковалёв, Каблаш, Гибалюк 66' (Гудзикевич 66'), Булычёв 66' (Тистык 66') · Остались в запасе: Васильев, Чаус, Берко · «Сталь» (Алчевск): Ганев, Солдат, Мищенко, Ермаков, Карасюк, Леонов, Батюшин 81' (Грицай 81'), Поступаленко, Окана-Стази 79' (Локтионов 79'), Степанюк, Акименко 75' (Сикорский 75') · Остались в запасе: Комарицкий, Кондратюк, Троцько, Кучеров |                                                                                         |                                                                   |                                                                                 |                                                    |

| 23 апреля 2013 г. / вторник 23-й тур | «Авангард» (Краматорск)                    | 0:1 протокол (укр.). Архивировано из оригинала 15 мая 2013 года. | МФК «Николаев»                           | Украина, Краматорск                                      |
| 17:00 | · Киселевский 49' · Брынько 60' · Швец 66' | отчёт.                                                           | Кучеренко 15′ · Владов 24' · Луценко 62' | Стадион: Авангард Зрителей: 1 500 Судья: Писхал (Херсон) |
| «Авангард» (Краматорск): Пуговкин, М. Ковалёв, Киселевский, Визавер , Брынько, Швец, Собко 69' (Поднебенной 69'), Малыш, Скарлош 78' (Шарко 78'), Швыдкий, Козьбан · Остались в запасе: Гришин, Коншин, Крещик, Штогрин · МФК «Николаев»: Товт , Кучеренко, Луценко, Владов, Чучман, Голенков 90' (Тистык 90'), А. Ковалёв 80' (Берко 80'), Каблаш, Гибалюк 32' (Леонидов 32'), Булычёв, Бессалов 46' (Гудзикевич 46') · Остались в запасе: Васильев, Зелди, Чаус |                                            |                                                                  |                                          |                                                          |

| 27 апреля 2013 г. / суббота 27-й тур | «Титан» (Армянск)                                                             | 2:2 протокол (укр.) (недоступная ссылка — история). | МФК «Николаев»                                                                     | Украина, Армянск                                  |
| 16:00 | Нудный 13′ 82′ · Фартушняк 20' · Карпенко 35' · Войнаровский 87' · Нудный 89' | отчёт.                                              | Каблаш 46′ · Чучман 87′ · Ковалёв 30' · Владов 43' · Чучман 74' · Гудзикевич 90+4' | Стадион: Химик Зрителей: 850 Судья: Саик (Одесса) |
| «Титан» (Армянск): Науменко, Смалько, Покосенко, Карпенко , Фартушняк, Нудный, Климентовский 85' (Войнаровский 85'), Муховиков, Култышев, Кравченко, Жигалов 76' (Прокопченко 76') · Остались в запасе: Ключик, Маслов, Кадимян, Субочев, Абляметов · МФК «Николаев»: Товт , Леонидов, Кучеренко 67' (Бессалов 67'), Чорний 46' (Гудзикевич 46'), Луценко, Владов, Чучман, Голенков, Ковалёв 89' (Тистык 89'), Каблаш 83' (Берко 83'), Булычёв · Остались в запасе: Васильев, Чаус, Гибалюк |                                                                               |                                                     |                                                                                    |                                                   |

| 2 мая 2013 г. / четверг 28-й тур | МФК «Николаев» | 0:0 протокол (укр.) (недоступная ссылка — история). | ФК «Полтава»                                                                         | Украина, Николаев                                           |
| 17:00 |                | отчёт.                                              | Шевчук 11' · Цапий 23' · Лугачёв 50' · Козориз 71' · Лозинский 72' · Кучинский 90+6' | Стадион: ЦГС Зрителей: 9 500 Судья: Москаленко (Кривой Рог) |
| МФК «Николаев»: Товт , Леонидов, Кучеренко 59' (Бессалов 59'), Чорний 57' (Гудзикевич 57'), Луценко, Владов 73' (Берко 73'), Чучман, Голенков, Ковалёв, Каблаш, Булычёв · Остались в запасе: Васильев, Тистык, Чаус, Гибалюк · ФК «Полтава»: Кучинский, Конюшенко 75' (Даценко 75'), Лозинский, Жданов , Цапий, Деркач, Нуридинов 65' (Зеленевич 65'), Шевчук 59' (Козориз 59'), Сирык, Лугачёв 85' (Воробей 85'), Ивашко · Остались в запасе: Лавринюк, Микуляк, Тимченко |                |                                                     |                                                                                      |                                                             |

| 7 мая 2013 г. / вторник 29-й тур | «Оболонь» (Киев) | -:+    | МФК «Николаев» | Украина, Киев |
|                                  |                  | отчёт. |                |               |

| 11 мая 2013 г. / четверг 30-й тур | МФК «Николаев»                                          | 2:2 протокол (укр.) (недоступная ссылка — история). | «Звезда» (Кировоград)                                               | Украина, Николаев                                     |
| 18:00 | Голенков 20′ · Чучман 68′ · Гудзикевич 88' · Каблаш 15' | отчёт.                                              | Бурдиян 30′ · Шаврин 44′ · Родина 15' · Немчанинов 50' · Шаврин 87' | Стадион: ЦГС Зрителей: 6 200 Судья: Новохатний (Киев) |
| МФК «Николаев»: Товт , Леонидов, Кучеренко 58' (Берко 58'), Чорний, Луценко, Владов 38' (Бессалов 38'), Чучман, Голенков, Ковалёв 46' (Гудзикевич 46'), Каблаш, Булычёв 83' (Тистык 83') · Остались в запасе: Васильев, Тарасенко, Гибалюк · «Звезда» (Кировоград): Ширяев, Пинчук, Бочкур , Родина, Горбаненко 90' (Степанов 90'), Шаврин, Бурдиян, Иванов 79' (Порошин 79'), Загальский 55' (Гонщик 55'), Немчанинов, Насибулин 84' (Рудницкий 84') · Остались в запасе: Травкин, Сокуренко, Фатеев |                                                         |                                                     |                                                                     |                                                       |

| 15 мая 2013 г. / среда 22-й тур | МФК «Николаев»             | 2:0 протокол (укр.) (недоступная ссылка — история). | «Олимпик» (Донецк)                              | Украина, Николаев                                        |
| 18:00 | Голенков 30′ · Ковалёв 71′ | отчёт.                                              | · Махарадзе 44' · Олейник 45+1' · Дорошенко 66' | Стадион: ЦГС Зрителей: 7 200 Судья: Лисаковский (Одесса) |
| МФК «Николаев»: Товт , Тистык 90' (Д. Волков 90'), Кучеренко 57' (Берко 57'), Чорний, Луценко, Чучман, Голенков 85' (Гудзикевич 85'), Ковалёв, Каблаш, Булычёв 66' (Гибалюк 66'), Бессалов · Остались в запасе: Васильев, Тарасенко, Гибалюк · «Олимпик» (Донецк): Махарадзе, Дудник, Драченко, Гришко, А. Олейник 46' (А. Волков 46'), Огиря 61' (Дорошенко 61'), Семенина 74' (Д. Олейник 74'), Скороходов, Иса, Сытник, Гельзин 46' (Каськов 46') · Остались в запасе: Жук, Черемисин, Орехов |                            |                                                     |                                                 |                                                          |

| 18 мая 2013 г. / суббота 31-й тур | ФК «Одесса»                   | 1:2 протокол (укр.). Архивировано из оригинала 14 августа 2013 года. | МФК «Николаев»                                           | Украина, Одесса                                         |
| 18:00 | Шестаков 54′ · Пархоменко 87' | отчёт.                                                               | Берко 59′ 74′ · Кучеренко 56' · Волков 64' · Луценко 86' | Стадион: Спартак Зрителей: 500 Судья: Иванов (Макеевка) |
| ФК «Одесса»: Скрипник, Малин 60' (Томах 60'), Гальский, Пархоменко , Опря, Калитов, Гостев 46' (Шестаков 46'), Степанишин, Гавриленко, Балабанов 74' (Игуменов 74'), Платунов 63' (Закиряев 63') · Остались в запасе: Паламарчук, Полтавец · МФК «Николаев»: Товт, Тистык 35' (Волков 35'), Гудзикевич , Кучеренко 57' (Берко 57'), Чорний 76' (Владов 76'), Луценко, Чучман 46' (Тарасенко 46'), Ковалёв, Каблаш, Гибалюк, Бессалов · Остались в запасе: Васильев, Гагулин, Булычёв |                               |                                                                      |                                                          |                                                         |

| 26 мая 2013 г. / воскресенье 32-й тур | МФК «Николаев»                                | 2:0 протокол (укр.) (недоступная ссылка — история). | «Динамо-2» (Киев)                                                        | Украина, Николаев                                     |
| 18:00 | Кучеренко 33′ (пен.) · Берко 68′ · Чорний 15' | отчёт.                                              | · Кичак 31' · Адаменко 38' · Черноморец 51' · Морозенко 55' · Суарес 90' | Стадион: ЦГС Зрителей: 12 000 Судья: Монзуль (Одесса) |
| МФК «Николаев»: Товт 90' (Восконян 90'), Кучеренко 57' (Берко 57'), Чорний 72' (Гудзикевич 72'), Луценко, Чучман, Голенков, Ковалёв, Каблаш, Гибалюк, Булычёв 79' (Леонидов 79'), Бессалов · Остались в запасе: Тистык, Тарасенко, Владов · «Динамо-2» (Киев): Кичак, Балан, Козлов, Суарес, Черноморец, Исраилов, Гемега 75' (Прокипчук 75'), Темиле 9' (Шевчук 9' 33' (Рудько 33'), Адаменко, Морозенко 75' (Боровик 75'), Бутенин · Остались в запасе: Фаворов, Лухтанов |                                               |                                                     |                                                                          |                                                       |

| 31 мая 2013 г. / пятница 33-й тур | «Нефтяник-Укрнефть» (Ахтырка)                                                                           | 3:1 протокол (укр.) (недоступная ссылка — история). | МФК «Николаев»                                                             | Украина, Ахтырка                                              |
| 18:00 | Левига 33′ · Ховбоша 36′ · Радионов 87′ · А.С. Тарасенко 8' · Вайда 38' · Кременчуцкий 59' · Башлай 76' | отчёт.                                              | Кучеренко 45+1′ · Чучман 25' · Буличёв 40' · Голенков 76' · Гудзикевич 82' | Стадион: Нефтяник Зрителей: 1 200 Судья: Бохняк (Севастополь) |
| «Нефтяник-Укрнефть» (Ахтырка): Вокальчук, Башлай, Бояринцев , Ховбоша, Войцеховский, Кременчуцкий, А.С. Тарасенко 84' (Костишин 84'), Антюх 82' (Радионов 82'), Саванчук 88' (Кисиль 88'), Вайда, Левига 74' (Яровенко 74') · Остались в запасе: Чурилов, Разуваев, Павелько · МФК «Николаев»: Товт , Кучеренко 46' (Берко 46'), Чорний, Луценко 90' (А.В. Тарасенко 90'), Чучман, Голенков, Ковалёв, Каблаш 65' (Гудзикевич 65'), Гибалюк, Булычёв, Бессалов · Остались в запасе: Восконян, Волков, Тистык, Владов | |                                                     |                                                                            |                                                               |

| 7 июня 2013 г. / пятница 34-й тур | МФК «Николаев» | 8:0 протокол (укр.). Архивировано из оригинала 26 октября 2013 года. | «Арсенал» (Белая Церковь)                               | Украина, Николаев                                        |
| 18:00 | Гудзикевич 12' · Каблаш 19′ 24′ · Берко 44′ 87′ · Кучеренко 62′ · Чорний 70′ 90+1′ · Голенков 88′ · Тарасенко 50' · Берко 55' | отчёт.                                                               | · Лобцов 9' · Спичка 22' · Рафальский 38' · Кругляк 69' | Стадион: ЦГС Зрителей: 4 200 Судья: Митровский (Ужгород) |
| МФК «Николаев»: Товт, Волков 62' (Владов 62'), Гудзикевич 58' (Тистык 58'), Чорний, Луценко 39' (Тарасенко 39'), Берко, Голенков, Ковалёв, Каблаш 59' (Кучеренко 59'), Булычёв, Бессалов · Остались в запасе: Васильев, Чаус, Гибалюк · «Арсенал» (Белая Церковь): Фельде 76' (Радченко 76'), Белов, Рафальский, Спичка, Кругляк, Крилюк, Лобцов, Шония, Петрук, Морозов, Запорожец 46' (Ефименко 46') · Остались в запасе: Менжега, Шеншин | |                                                                      |                                                         |                                                          |

### Статистика выступлений команды в чемпионате

#### Общая статистика выступлений
| Итого | Итого | Итого | Итого | Итого | Итого | Итого | Итого | Дома | Дома | Дома | Дома | Дома | Дома | На выезде | На выезде | На выезде | На выезде | На выезде | На выезде |
| И     | О     | В     | Н     | П     | МЗ    | МП    | РМ    | В    | Н    | П    | МЗ   | МП   | РМ   | В         | Н         | П         | МЗ        | МП        | РМ        |
| ----- | ----- | ----- | ----- | ----- | ----- | ----- | ----- | ---- | ---- | ---- | ---- | ---- | ---- | --------- | --------- | --------- | --------- | --------- | --------- |
| 34    | 57    | 16    | 9     | 9     | 45    | 41    | +4    | 8    | 5    | 4    | 27   | 17   | +10  | 8         | 4         | 5         | 18        | 24        | −6        |

- В соответствии с решением ДК ПФЛ № 1 от 19 июля 2012 года за несвоевременную оплату первой части заявочного взноса с МФК «Николаев» снято 3 очка[66].
- В соответствии с решением КДК ФФУ от 22 ноября 2012 года за неявку на матч 20 тура МФК «Николаев» — ПФК «Севастополь», команде «Николаев» засчитано техническое поражение 0:3, а «Севастополю» — победа 3:0[70].

#### Результаты по турам[68]
| Тур   | 01 | 02 | 03 | 04 | 05 | 06 | 07 | 08 | 09 | 10 | 11 | 12 | 13 | 14 | 15 | 16 | 17 | 18 | 19 | 20 | 21 | 22 | 23 | 24 | 25 | 26 | 27 | 28 | 29 | 30 | 31 | 32 | 33 | 34 |
| ----- | -- | -- | -- | -- | -- | -- | -- | -- | -- | -- | -- | -- | -- | -- | -- | -- | -- | -- | -- | -- | -- | -- | -- | -- | -- | -- | -- | -- | -- | -- | -- | -- | -- | -- |
| Поле  | Д  | Д  | В  | Д  | В  | Д  | В  | Д  | В  | Д  | В  | Д  | В  | Д  | В  | Д  | В  | В  | В  | Д  | В  | Д  | В  | Д  | В  | Д  | В  | Д  | В  | Д  | В  | Д  | В  | Д  |
| Итог  | П  | Н  | Н  | В  | П  | В  | В  | Н  | В  | П  | П  | Н  | В  | В  | В  | П  | В  | Н  | П  | П  | Н  | В  | В  | В  | П  | В  | Н  | Н  | В  | Н  | В  | В  | П  | В  |
| Место | 16 | 14 | 15 | 12 | 17 | 13 | 10 | 13 | 10 | 12 | 12 | 13 | 12 | 9  | 8  | 9  | 8  | 9  | 10 | 12 | 12 | 11 | 10 | 9  | 9  | 8  | 8  | 8  | 8  | 8  | 6  | 6  | 7  | 6  |

Источник: Матчи; Александр Рыженко, UA-Футбол.

Поле: Д = дома; В = на выезде. Итог: Н = ничья; П = команда проиграла; В = команда выиграла; О = матч отложен.

#### График движения команды в таблице чемпионата по турам[68]
| 16 |

| 14 |

| 15 |

| 12 |

| 17 |

| 13 |

| 10 |

| 13 |

| 10 |

| 12 |

| 12 |

| 13 |

| 12 |

| 9 |

| 8 |

| 9 |

| 8 |

| 9 |

| 10 |

| 12 |

| 12 |

| 11 |

| 10 |

| 9 |

| 9 |

| 8 |

| 8 |

| 8 |

| 8 |

| 8 |

| 6 |

| 6 |

| 7 |

| 6 |

| Первая лига | Место в таблице |

| Первая лига | Место в таблице |

|  |  |

### Интересные факты
- МФК «Николаев» в матчах с лидерами набрал 11 очков из 15 возможных: с «Севастополем» (победитель) — 1 очко (в одном реально проведенном матче), со «Сталью» (серебряный призёр) — 6, с «Александрией» (бронзовый) — 4[74].
- На матче 32 тура МФК «Николаев» против «Динамо-2» побывало 12 тысяч зрителей, что стало рекордом посещаемости сезона в первой лиге[74].
- Полузащитник Дмитрий Леонов дважды бил пенальти николаевцам, играя за разные команды: в Белой Церкви, выступая за «Арсенал», переиграл Чуваева, в Николаеве, выступая за «Сталь», проиграл дуэль Товту[74].
- По итогам весенней части сезона МФК «Николаев» на втором месте[75].

## Кубок Украины

### Матчи[68]
| 22 августа 2012 г. / среда 2-й предв. этап | «Кремень» (Кременчуг)              | 2:1 протокол (укр.). Архивировано из оригинала 17 мая 2013 года. | МФК «Николаев»                                                 | Украина, Кременчуг                                              |
| 17:00 | Волга 54′ · Ивлев 64′ · Прокоп 75' | отчёт.                                                           | Гудзикевич 75′ (пен.) · Пидвирный 16' · Попов 22' · Чучман 81' | Стадион: Кремень-Арена Зрителей: 1 500 Судья: Кутаков (Бровары) |
| «Кремень» (Кременчуг): Прокоп, Шаповал, Музыка, А. Булычёв, Пасичниченко, Тынынык , Никонов 66' (Волошин 66'), Ивлев, Апришко, Волга 90' (Шония 90'), Слабишев 46' (Гордиенко 46') · Остались в запасе: Олейник, Шевченко, Михайлов, Коваленко · МФК «Николаев»: Васильев, Зелди, Леонидов, Гудзикевич , Черник 75' (Литвяк 75'), Попов 61' (Янченко 61'), Чучман, Крыжановский, Берко, Гагулин 46' (Котов 46'), Пидвирный · Остались в запасе: Восконян, Русия |                                    |                                                                  |                                                                |                                                                 |